# Жужа Полгар
Сузан (Жужа) Полгар (на унгарски: Polgár Zsuzsa; на английски: Susan Polgar) е унгарска (впоследствие американска) шахматистка, световна шампионка от 1996 до 1999 г. Наричат я Жужа Полгар: Жужа – умалително име от Жужана (Zsuzsanna). Заслужил треньор на ФИДЕ (2004 г.). Била е председател на Комисията по женски шах на ФИДЕ, а след това е съветник в Треньорската комисия на ФИДЕ.

## Биография
Родена е на 19 април 1969 г. в Будапеща, Унгария в еврейско семейство. И трите деца в семейството – сестрите Жужа, София и Юдит – получават домашно образование. Обучавала ги майка им Клара Полгар (родена Алтбергер, 1946 г.) – учителка от село Вилок (сега в Закарпатска област на Украйна), завършила Ужгородския университет. От ранно детство децата са обучавани по шахмат от баща си Ласло Полгар – психолог и педагог. Според сведенията, трите сестри са били част от образователния експеримент на баща им, който смятал, че гениалността не е вродено качество,
а създадено и доказал, че жените могат да постигнат значителни умствени постижения, когато бъдат тренирани още от най-ранна възраст. Той не само ги учи как да играят шах, но и запалва у тях любов към шахмата. На трите им харесва играта още докато били много малки. Жужа за пръв път проявява интерес към шаха, когато случайно намира кутията с фигурите в един шкаф. Постепенно си създава колекция от 20 хил. партии от книги, списания и изрезки от вестници. След това момичетата постигат успехи в шаха, с които малко мъже могат да се похвалят. Сестрите стават най-силните шахматистки в света:
Жужа Полгар – международен гросмайстор в САЩ и световна шампионка, София Полгар (Косашвили) – международен майстор в Израел, а Юдит Полгар – международен гросмайстор в Унгария и най-силната шахматистка в света за всички времена (ЕЛО 2735).
Жужа Полгар участва за пръв път на състезания в България едва 15-годишна през 1984 г. на турнир в курорта „Албена“ извън класирането на четвъртфинал за републиканско първенство по шах за мъже. С актив от 5,5 т. тя дели 9 – 17 място, но остава само на 1,5 т. от победителите Ш. Фараго (Унг) и Вл. Антонов. След 2 години отново в „Албена“ Десетият юбилеен шахматен фестивал включва два турнира – турнир „А“ за международно градирани и открит турнир. В първия играят 29 шахматисти от 6 страни. Средното ЕЛО на първите 14 е 2372. Надпреварата е в 9 кръга и завършва с убедителна победа на 17-годишната Жужа Полгар със 7,5 т. Атракция на открития турнир е участието на сестрите ѝ – 12-годишната София и 10-годишната Юдит.
През януари 1991 година Жужа Полгар става гросмайстор сред мъжете. (Преди нея това звание достигат Нона Гаприндашвили и Мая Чибурданидзе).
През 1996 г. Жужа Полгар започва като претендентка за шахматната корона мач от 16 партии срещу шампионката Сие Дзюн в Хаен, Испания. Губи първата партия, но после постепенно внася обрат: реми във 2-ра и 3-та, победи в 4-та и 5-а, реми в 6-а, победи в 7-а и 8-а, реми в 9-а и 10-а, победа в 11-а и набира аванс от 4 точки, който Сие Дзюн намалява в 12-а, но унгарката побеждава в 13-ата партия и останалите 3 не се играят. Жужа Полгар печели мача с 8,5:4,5 т. (6 победи, 2 загуби, 5 наравно) и на 27 г. става 8-ата световна шампионка по шахмат.

През 1999 г. поради неразбирателство с ФИДЕ отказва да защитава титлата си при наложените ѝ условия. Световната шахматна федерация не успява да постигне споразумение със световната шампионка и я елиминира от мача за титлата, който организира между Сие Дзюн и Галиамова. Китайката печели с 8,5:6,5 т. и така си връща титлата. По-късно Жужа Полгар оспорва това решение в съда и печели делото, обаче званието „световна шампионка по шахмат“ било вече разиграно.
Когато сестра ѝ Юдит не играе през втората половина на 2004 г. поради раждане на дете, Жужа Полгар отново се включва активно на международната шахматна арена и заема 1-во място в световната ранглиста на ФИДЕ за жени през януари 2005 г. с личен рекорден коефициент ЕЛО 2577. После Юдит се завръща начело в класирането, до края на годината двете сестри оглавяват ранглистата, след което Жужа отново се оттегля.
На 1 август 2005 г. Жужа Полгар започва сеанс срещу 326 шахматисти в Гардън Мол, Палм Бийч, Флорида (САЩ), като за 16 часа изиграва 1131 последователни партии. Това прави средно по повече от 3 партии с участник. По правилата на Гинес не могат да се вписват рекорди в две категории и Полгар избира да впише по-трудния световен рекорд, а именно – най-голям брой последователни партии (1131) за време до 24 часа.

Жужа е завършвала наравно партии с най-силните шахматисти за всички времена – бившите световни шампиони Боби Фишер, Анатолий Карпов, Гари Каспаров. От 1976 до 2006 г. са записани 1016 нейни партии. От 920 игри в официални срещи има 325 победи, 169 загуби и 426 наравно. Показаната резултатност 58,5 % е по-добра от тази на известни гросмайстори от световна класа като Милан Матулович (Сърбия), Франк Маршал и Гата Камски (САЩ), Роберт Хюбнер (Германия), Рихард Рети (Чехия) и сестра ѝ Юдит Полгар.
Сузан Полгар говори освен унгарски още шест езика, включително есперанто, който знае от детството, немски, руски, испански, английски и иврит. От 1994 г. тя е напуснала Будапеща и  живее в Ню Йорк, където е омъжена от 2006 г. През 2007 г. National Geographic Channel снима за нея документалния филм „Моят брилянтен мозък: Направете от мен гений“.  В САЩ тя продължава да прави шахматни сеанси на едновременна игра. Изявява се и като анализатор на партии и коментатор на шахматни олимпиади. 
Сузан Полгар представлява шахматната федерация на САЩ от 2002 до 2019 г., когато се връща в Унгария.

## Избрани партии
Жужа Полгар – Анатолий Карпов 1 – 0
Ускорен шах, 1992 г.

|   | a | b | c | d | e | f | g | h |   |
| 8 | черен топ на бяло поле a8 · черна дама на бяло поле e8 · черен топ на черно поле f8 · черна пешка на черно поле a7 · черен офицер на черно поле c7 · черен кон на бяло поле d7 · черна пешка на черно поле g7 · черен цар на бяло поле h7 · черен офицер на бяло поле a6 · черна пешка на бяло поле c6 · черна пешка на бяло поле e6 · черна пешка на черно поле h6 · черна пешка на бяло поле b5 · бяла пешка на черно поле c5 · черна пешка на бяло поле d5 · черна пешка на бяло поле f5 · бяла пешка на черно поле b4 · бяла пешка на черно поле d4 · бяла пешка на черно поле f4 · бяла дама на бяло поле b3 · бял офицер на черно поле c3 · бяла пешка на черно поле e3 · бял кон на бяло поле f3 · бяла пешка на черно поле g3 · бяла пешка на бяло поле a2 · бял офицер на бяло поле g2 · бяла пешка на черно поле h2 · бял топ на бяло поле b1 · бял топ на бяло поле f1 · бял цар на черно поле g1 | черен топ на бяло поле a8 · черна дама на бяло поле e8 · черен топ на черно поле f8 · черна пешка на черно поле a7 · черен офицер на черно поле c7 · черен кон на бяло поле d7 · черна пешка на черно поле g7 · черен цар на бяло поле h7 · черен офицер на бяло поле a6 · черна пешка на бяло поле c6 · черна пешка на бяло поле e6 · черна пешка на черно поле h6 · черна пешка на бяло поле b5 · бяла пешка на черно поле c5 · черна пешка на бяло поле d5 · черна пешка на бяло поле f5 · бяла пешка на черно поле b4 · бяла пешка на черно поле d4 · бяла пешка на черно поле f4 · бяла дама на бяло поле b3 · бял офицер на черно поле c3 · бяла пешка на черно поле e3 · бял кон на бяло поле f3 · бяла пешка на черно поле g3 · бяла пешка на бяло поле a2 · бял офицер на бяло поле g2 · бяла пешка на черно поле h2 · бял топ на бяло поле b1 · бял топ на бяло поле f1 · бял цар на черно поле g1 | черен топ на бяло поле a8 · черна дама на бяло поле e8 · черен топ на черно поле f8 · черна пешка на черно поле a7 · черен офицер на черно поле c7 · черен кон на бяло поле d7 · черна пешка на черно поле g7 · черен цар на бяло поле h7 · черен офицер на бяло поле a6 · черна пешка на бяло поле c6 · черна пешка на бяло поле e6 · черна пешка на черно поле h6 · черна пешка на бяло поле b5 · бяла пешка на черно поле c5 · черна пешка на бяло поле d5 · черна пешка на бяло поле f5 · бяла пешка на черно поле b4 · бяла пешка на черно поле d4 · бяла пешка на черно поле f4 · бяла дама на бяло поле b3 · бял офицер на черно поле c3 · бяла пешка на черно поле e3 · бял кон на бяло поле f3 · бяла пешка на черно поле g3 · бяла пешка на бяло поле a2 · бял офицер на бяло поле g2 · бяла пешка на черно поле h2 · бял топ на бяло поле b1 · бял топ на бяло поле f1 · бял цар на черно поле g1 | черен топ на бяло поле a8 · черна дама на бяло поле e8 · черен топ на черно поле f8 · черна пешка на черно поле a7 · черен офицер на черно поле c7 · черен кон на бяло поле d7 · черна пешка на черно поле g7 · черен цар на бяло поле h7 · черен офицер на бяло поле a6 · черна пешка на бяло поле c6 · черна пешка на бяло поле e6 · черна пешка на черно поле h6 · черна пешка на бяло поле b5 · бяла пешка на черно поле c5 · черна пешка на бяло поле d5 · черна пешка на бяло поле f5 · бяла пешка на черно поле b4 · бяла пешка на черно поле d4 · бяла пешка на черно поле f4 · бяла дама на бяло поле b3 · бял офицер на черно поле c3 · бяла пешка на черно поле e3 · бял кон на бяло поле f3 · бяла пешка на черно поле g3 · бяла пешка на бяло поле a2 · бял офицер на бяло поле g2 · бяла пешка на черно поле h2 · бял топ на бяло поле b1 · бял топ на бяло поле f1 · бял цар на черно поле g1 | черен топ на бяло поле a8 · черна дама на бяло поле e8 · черен топ на черно поле f8 · черна пешка на черно поле a7 · черен офицер на черно поле c7 · черен кон на бяло поле d7 · черна пешка на черно поле g7 · черен цар на бяло поле h7 · черен офицер на бяло поле a6 · черна пешка на бяло поле c6 · черна пешка на бяло поле e6 · черна пешка на черно поле h6 · черна пешка на бяло поле b5 · бяла пешка на черно поле c5 · черна пешка на бяло поле d5 · черна пешка на бяло поле f5 · бяла пешка на черно поле b4 · бяла пешка на черно поле d4 · бяла пешка на черно поле f4 · бяла дама на бяло поле b3 · бял офицер на черно поле c3 · бяла пешка на черно поле e3 · бял кон на бяло поле f3 · бяла пешка на черно поле g3 · бяла пешка на бяло поле a2 · бял офицер на бяло поле g2 · бяла пешка на черно поле h2 · бял топ на бяло поле b1 · бял топ на бяло поле f1 · бял цар на черно поле g1 | черен топ на бяло поле a8 · черна дама на бяло поле e8 · черен топ на черно поле f8 · черна пешка на черно поле a7 · черен офицер на черно поле c7 · черен кон на бяло поле d7 · черна пешка на черно поле g7 · черен цар на бяло поле h7 · черен офицер на бяло поле a6 · черна пешка на бяло поле c6 · черна пешка на бяло поле e6 · черна пешка на черно поле h6 · черна пешка на бяло поле b5 · бяла пешка на черно поле c5 · черна пешка на бяло поле d5 · черна пешка на бяло поле f5 · бяла пешка на черно поле b4 · бяла пешка на черно поле d4 · бяла пешка на черно поле f4 · бяла дама на бяло поле b3 · бял офицер на черно поле c3 · бяла пешка на черно поле e3 · бял кон на бяло поле f3 · бяла пешка на черно поле g3 · бяла пешка на бяло поле a2 · бял офицер на бяло поле g2 · бяла пешка на черно поле h2 · бял топ на бяло поле b1 · бял топ на бяло поле f1 · бял цар на черно поле g1 | черен топ на бяло поле a8 · черна дама на бяло поле e8 · черен топ на черно поле f8 · черна пешка на черно поле a7 · черен офицер на черно поле c7 · черен кон на бяло поле d7 · черна пешка на черно поле g7 · черен цар на бяло поле h7 · черен офицер на бяло поле a6 · черна пешка на бяло поле c6 · черна пешка на бяло поле e6 · черна пешка на черно поле h6 · черна пешка на бяло поле b5 · бяла пешка на черно поле c5 · черна пешка на бяло поле d5 · черна пешка на бяло поле f5 · бяла пешка на черно поле b4 · бяла пешка на черно поле d4 · бяла пешка на черно поле f4 · бяла дама на бяло поле b3 · бял офицер на черно поле c3 · бяла пешка на черно поле e3 · бял кон на бяло поле f3 · бяла пешка на черно поле g3 · бяла пешка на бяло поле a2 · бял офицер на бяло поле g2 · бяла пешка на черно поле h2 · бял топ на бяло поле b1 · бял топ на бяло поле f1 · бял цар на черно поле g1 | черен топ на бяло поле a8 · черна дама на бяло поле e8 · черен топ на черно поле f8 · черна пешка на черно поле a7 · черен офицер на черно поле c7 · черен кон на бяло поле d7 · черна пешка на черно поле g7 · черен цар на бяло поле h7 · черен офицер на бяло поле a6 · черна пешка на бяло поле c6 · черна пешка на бяло поле e6 · черна пешка на черно поле h6 · черна пешка на бяло поле b5 · бяла пешка на черно поле c5 · черна пешка на бяло поле d5 · черна пешка на бяло поле f5 · бяла пешка на черно поле b4 · бяла пешка на черно поле d4 · бяла пешка на черно поле f4 · бяла дама на бяло поле b3 · бял офицер на черно поле c3 · бяла пешка на черно поле e3 · бял кон на бяло поле f3 · бяла пешка на черно поле g3 · бяла пешка на бяло поле a2 · бял офицер на бяло поле g2 · бяла пешка на черно поле h2 · бял топ на бяло поле b1 · бял топ на бяло поле f1 · бял цар на черно поле g1 | 8 |
| 7 | черен топ на бяло поле a8 · черна дама на бяло поле e8 · черен топ на черно поле f8 · черна пешка на черно поле a7 · черен офицер на черно поле c7 · черен кон на бяло поле d7 · черна пешка на черно поле g7 · черен цар на бяло поле h7 · черен офицер на бяло поле a6 · черна пешка на бяло поле c6 · черна пешка на бяло поле e6 · черна пешка на черно поле h6 · черна пешка на бяло поле b5 · бяла пешка на черно поле c5 · черна пешка на бяло поле d5 · черна пешка на бяло поле f5 · бяла пешка на черно поле b4 · бяла пешка на черно поле d4 · бяла пешка на черно поле f4 · бяла дама на бяло поле b3 · бял офицер на черно поле c3 · бяла пешка на черно поле e3 · бял кон на бяло поле f3 · бяла пешка на черно поле g3 · бяла пешка на бяло поле a2 · бял офицер на бяло поле g2 · бяла пешка на черно поле h2 · бял топ на бяло поле b1 · бял топ на бяло поле f1 · бял цар на черно поле g1 | черен топ на бяло поле a8 · черна дама на бяло поле e8 · черен топ на черно поле f8 · черна пешка на черно поле a7 · черен офицер на черно поле c7 · черен кон на бяло поле d7 · черна пешка на черно поле g7 · черен цар на бяло поле h7 · черен офицер на бяло поле a6 · черна пешка на бяло поле c6 · черна пешка на бяло поле e6 · черна пешка на черно поле h6 · черна пешка на бяло поле b5 · бяла пешка на черно поле c5 · черна пешка на бяло поле d5 · черна пешка на бяло поле f5 · бяла пешка на черно поле b4 · бяла пешка на черно поле d4 · бяла пешка на черно поле f4 · бяла дама на бяло поле b3 · бял офицер на черно поле c3 · бяла пешка на черно поле e3 · бял кон на бяло поле f3 · бяла пешка на черно поле g3 · бяла пешка на бяло поле a2 · бял офицер на бяло поле g2 · бяла пешка на черно поле h2 · бял топ на бяло поле b1 · бял топ на бяло поле f1 · бял цар на черно поле g1 | черен топ на бяло поле a8 · черна дама на бяло поле e8 · черен топ на черно поле f8 · черна пешка на черно поле a7 · черен офицер на черно поле c7 · черен кон на бяло поле d7 · черна пешка на черно поле g7 · черен цар на бяло поле h7 · черен офицер на бяло поле a6 · черна пешка на бяло поле c6 · черна пешка на бяло поле e6 · черна пешка на черно поле h6 · черна пешка на бяло поле b5 · бяла пешка на черно поле c5 · черна пешка на бяло поле d5 · черна пешка на бяло поле f5 · бяла пешка на черно поле b4 · бяла пешка на черно поле d4 · бяла пешка на черно поле f4 · бяла дама на бяло поле b3 · бял офицер на черно поле c3 · бяла пешка на черно поле e3 · бял кон на бяло поле f3 · бяла пешка на черно поле g3 · бяла пешка на бяло поле a2 · бял офицер на бяло поле g2 · бяла пешка на черно поле h2 · бял топ на бяло поле b1 · бял топ на бяло поле f1 · бял цар на черно поле g1 | черен топ на бяло поле a8 · черна дама на бяло поле e8 · черен топ на черно поле f8 · черна пешка на черно поле a7 · черен офицер на черно поле c7 · черен кон на бяло поле d7 · черна пешка на черно поле g7 · черен цар на бяло поле h7 · черен офицер на бяло поле a6 · черна пешка на бяло поле c6 · черна пешка на бяло поле e6 · черна пешка на черно поле h6 · черна пешка на бяло поле b5 · бяла пешка на черно поле c5 · черна пешка на бяло поле d5 · черна пешка на бяло поле f5 · бяла пешка на черно поле b4 · бяла пешка на черно поле d4 · бяла пешка на черно поле f4 · бяла дама на бяло поле b3 · бял офицер на черно поле c3 · бяла пешка на черно поле e3 · бял кон на бяло поле f3 · бяла пешка на черно поле g3 · бяла пешка на бяло поле a2 · бял офицер на бяло поле g2 · бяла пешка на черно поле h2 · бял топ на бяло поле b1 · бял топ на бяло поле f1 · бял цар на черно поле g1 | черен топ на бяло поле a8 · черна дама на бяло поле e8 · черен топ на черно поле f8 · черна пешка на черно поле a7 · черен офицер на черно поле c7 · черен кон на бяло поле d7 · черна пешка на черно поле g7 · черен цар на бяло поле h7 · черен офицер на бяло поле a6 · черна пешка на бяло поле c6 · черна пешка на бяло поле e6 · черна пешка на черно поле h6 · черна пешка на бяло поле b5 · бяла пешка на черно поле c5 · черна пешка на бяло поле d5 · черна пешка на бяло поле f5 · бяла пешка на черно поле b4 · бяла пешка на черно поле d4 · бяла пешка на черно поле f4 · бяла дама на бяло поле b3 · бял офицер на черно поле c3 · бяла пешка на черно поле e3 · бял кон на бяло поле f3 · бяла пешка на черно поле g3 · бяла пешка на бяло поле a2 · бял офицер на бяло поле g2 · бяла пешка на черно поле h2 · бял топ на бяло поле b1 · бял топ на бяло поле f1 · бял цар на черно поле g1 | черен топ на бяло поле a8 · черна дама на бяло поле e8 · черен топ на черно поле f8 · черна пешка на черно поле a7 · черен офицер на черно поле c7 · черен кон на бяло поле d7 · черна пешка на черно поле g7 · черен цар на бяло поле h7 · черен офицер на бяло поле a6 · черна пешка на бяло поле c6 · черна пешка на бяло поле e6 · черна пешка на черно поле h6 · черна пешка на бяло поле b5 · бяла пешка на черно поле c5 · черна пешка на бяло поле d5 · черна пешка на бяло поле f5 · бяла пешка на черно поле b4 · бяла пешка на черно поле d4 · бяла пешка на черно поле f4 · бяла дама на бяло поле b3 · бял офицер на черно поле c3 · бяла пешка на черно поле e3 · бял кон на бяло поле f3 · бяла пешка на черно поле g3 · бяла пешка на бяло поле a2 · бял офицер на бяло поле g2 · бяла пешка на черно поле h2 · бял топ на бяло поле b1 · бял топ на бяло поле f1 · бял цар на черно поле g1 | черен топ на бяло поле a8 · черна дама на бяло поле e8 · черен топ на черно поле f8 · черна пешка на черно поле a7 · черен офицер на черно поле c7 · черен кон на бяло поле d7 · черна пешка на черно поле g7 · черен цар на бяло поле h7 · черен офицер на бяло поле a6 · черна пешка на бяло поле c6 · черна пешка на бяло поле e6 · черна пешка на черно поле h6 · черна пешка на бяло поле b5 · бяла пешка на черно поле c5 · черна пешка на бяло поле d5 · черна пешка на бяло поле f5 · бяла пешка на черно поле b4 · бяла пешка на черно поле d4 · бяла пешка на черно поле f4 · бяла дама на бяло поле b3 · бял офицер на черно поле c3 · бяла пешка на черно поле e3 · бял кон на бяло поле f3 · бяла пешка на черно поле g3 · бяла пешка на бяло поле a2 · бял офицер на бяло поле g2 · бяла пешка на черно поле h2 · бял топ на бяло поле b1 · бял топ на бяло поле f1 · бял цар на черно поле g1 | черен топ на бяло поле a8 · черна дама на бяло поле e8 · черен топ на черно поле f8 · черна пешка на черно поле a7 · черен офицер на черно поле c7 · черен кон на бяло поле d7 · черна пешка на черно поле g7 · черен цар на бяло поле h7 · черен офицер на бяло поле a6 · черна пешка на бяло поле c6 · черна пешка на бяло поле e6 · черна пешка на черно поле h6 · черна пешка на бяло поле b5 · бяла пешка на черно поле c5 · черна пешка на бяло поле d5 · черна пешка на бяло поле f5 · бяла пешка на черно поле b4 · бяла пешка на черно поле d4 · бяла пешка на черно поле f4 · бяла дама на бяло поле b3 · бял офицер на черно поле c3 · бяла пешка на черно поле e3 · бял кон на бяло поле f3 · бяла пешка на черно поле g3 · бяла пешка на бяло поле a2 · бял офицер на бяло поле g2 · бяла пешка на черно поле h2 · бял топ на бяло поле b1 · бял топ на бяло поле f1 · бял цар на черно поле g1 | 7 |
| 6 | черен топ на бяло поле a8 · черна дама на бяло поле e8 · черен топ на черно поле f8 · черна пешка на черно поле a7 · черен офицер на черно поле c7 · черен кон на бяло поле d7 · черна пешка на черно поле g7 · черен цар на бяло поле h7 · черен офицер на бяло поле a6 · черна пешка на бяло поле c6 · черна пешка на бяло поле e6 · черна пешка на черно поле h6 · черна пешка на бяло поле b5 · бяла пешка на черно поле c5 · черна пешка на бяло поле d5 · черна пешка на бяло поле f5 · бяла пешка на черно поле b4 · бяла пешка на черно поле d4 · бяла пешка на черно поле f4 · бяла дама на бяло поле b3 · бял офицер на черно поле c3 · бяла пешка на черно поле e3 · бял кон на бяло поле f3 · бяла пешка на черно поле g3 · бяла пешка на бяло поле a2 · бял офицер на бяло поле g2 · бяла пешка на черно поле h2 · бял топ на бяло поле b1 · бял топ на бяло поле f1 · бял цар на черно поле g1 | черен топ на бяло поле a8 · черна дама на бяло поле e8 · черен топ на черно поле f8 · черна пешка на черно поле a7 · черен офицер на черно поле c7 · черен кон на бяло поле d7 · черна пешка на черно поле g7 · черен цар на бяло поле h7 · черен офицер на бяло поле a6 · черна пешка на бяло поле c6 · черна пешка на бяло поле e6 · черна пешка на черно поле h6 · черна пешка на бяло поле b5 · бяла пешка на черно поле c5 · черна пешка на бяло поле d5 · черна пешка на бяло поле f5 · бяла пешка на черно поле b4 · бяла пешка на черно поле d4 · бяла пешка на черно поле f4 · бяла дама на бяло поле b3 · бял офицер на черно поле c3 · бяла пешка на черно поле e3 · бял кон на бяло поле f3 · бяла пешка на черно поле g3 · бяла пешка на бяло поле a2 · бял офицер на бяло поле g2 · бяла пешка на черно поле h2 · бял топ на бяло поле b1 · бял топ на бяло поле f1 · бял цар на черно поле g1 | черен топ на бяло поле a8 · черна дама на бяло поле e8 · черен топ на черно поле f8 · черна пешка на черно поле a7 · черен офицер на черно поле c7 · черен кон на бяло поле d7 · черна пешка на черно поле g7 · черен цар на бяло поле h7 · черен офицер на бяло поле a6 · черна пешка на бяло поле c6 · черна пешка на бяло поле e6 · черна пешка на черно поле h6 · черна пешка на бяло поле b5 · бяла пешка на черно поле c5 · черна пешка на бяло поле d5 · черна пешка на бяло поле f5 · бяла пешка на черно поле b4 · бяла пешка на черно поле d4 · бяла пешка на черно поле f4 · бяла дама на бяло поле b3 · бял офицер на черно поле c3 · бяла пешка на черно поле e3 · бял кон на бяло поле f3 · бяла пешка на черно поле g3 · бяла пешка на бяло поле a2 · бял офицер на бяло поле g2 · бяла пешка на черно поле h2 · бял топ на бяло поле b1 · бял топ на бяло поле f1 · бял цар на черно поле g1 | черен топ на бяло поле a8 · черна дама на бяло поле e8 · черен топ на черно поле f8 · черна пешка на черно поле a7 · черен офицер на черно поле c7 · черен кон на бяло поле d7 · черна пешка на черно поле g7 · черен цар на бяло поле h7 · черен офицер на бяло поле a6 · черна пешка на бяло поле c6 · черна пешка на бяло поле e6 · черна пешка на черно поле h6 · черна пешка на бяло поле b5 · бяла пешка на черно поле c5 · черна пешка на бяло поле d5 · черна пешка на бяло поле f5 · бяла пешка на черно поле b4 · бяла пешка на черно поле d4 · бяла пешка на черно поле f4 · бяла дама на бяло поле b3 · бял офицер на черно поле c3 · бяла пешка на черно поле e3 · бял кон на бяло поле f3 · бяла пешка на черно поле g3 · бяла пешка на бяло поле a2 · бял офицер на бяло поле g2 · бяла пешка на черно поле h2 · бял топ на бяло поле b1 · бял топ на бяло поле f1 · бял цар на черно поле g1 | черен топ на бяло поле a8 · черна дама на бяло поле e8 · черен топ на черно поле f8 · черна пешка на черно поле a7 · черен офицер на черно поле c7 · черен кон на бяло поле d7 · черна пешка на черно поле g7 · черен цар на бяло поле h7 · черен офицер на бяло поле a6 · черна пешка на бяло поле c6 · черна пешка на бяло поле e6 · черна пешка на черно поле h6 · черна пешка на бяло поле b5 · бяла пешка на черно поле c5 · черна пешка на бяло поле d5 · черна пешка на бяло поле f5 · бяла пешка на черно поле b4 · бяла пешка на черно поле d4 · бяла пешка на черно поле f4 · бяла дама на бяло поле b3 · бял офицер на черно поле c3 · бяла пешка на черно поле e3 · бял кон на бяло поле f3 · бяла пешка на черно поле g3 · бяла пешка на бяло поле a2 · бял офицер на бяло поле g2 · бяла пешка на черно поле h2 · бял топ на бяло поле b1 · бял топ на бяло поле f1 · бял цар на черно поле g1 | черен топ на бяло поле a8 · черна дама на бяло поле e8 · черен топ на черно поле f8 · черна пешка на черно поле a7 · черен офицер на черно поле c7 · черен кон на бяло поле d7 · черна пешка на черно поле g7 · черен цар на бяло поле h7 · черен офицер на бяло поле a6 · черна пешка на бяло поле c6 · черна пешка на бяло поле e6 · черна пешка на черно поле h6 · черна пешка на бяло поле b5 · бяла пешка на черно поле c5 · черна пешка на бяло поле d5 · черна пешка на бяло поле f5 · бяла пешка на черно поле b4 · бяла пешка на черно поле d4 · бяла пешка на черно поле f4 · бяла дама на бяло поле b3 · бял офицер на черно поле c3 · бяла пешка на черно поле e3 · бял кон на бяло поле f3 · бяла пешка на черно поле g3 · бяла пешка на бяло поле a2 · бял офицер на бяло поле g2 · бяла пешка на черно поле h2 · бял топ на бяло поле b1 · бял топ на бяло поле f1 · бял цар на черно поле g1 | черен топ на бяло поле a8 · черна дама на бяло поле e8 · черен топ на черно поле f8 · черна пешка на черно поле a7 · черен офицер на черно поле c7 · черен кон на бяло поле d7 · черна пешка на черно поле g7 · черен цар на бяло поле h7 · черен офицер на бяло поле a6 · черна пешка на бяло поле c6 · черна пешка на бяло поле e6 · черна пешка на черно поле h6 · черна пешка на бяло поле b5 · бяла пешка на черно поле c5 · черна пешка на бяло поле d5 · черна пешка на бяло поле f5 · бяла пешка на черно поле b4 · бяла пешка на черно поле d4 · бяла пешка на черно поле f4 · бяла дама на бяло поле b3 · бял офицер на черно поле c3 · бяла пешка на черно поле e3 · бял кон на бяло поле f3 · бяла пешка на черно поле g3 · бяла пешка на бяло поле a2 · бял офицер на бяло поле g2 · бяла пешка на черно поле h2 · бял топ на бяло поле b1 · бял топ на бяло поле f1 · бял цар на черно поле g1 | черен топ на бяло поле a8 · черна дама на бяло поле e8 · черен топ на черно поле f8 · черна пешка на черно поле a7 · черен офицер на черно поле c7 · черен кон на бяло поле d7 · черна пешка на черно поле g7 · черен цар на бяло поле h7 · черен офицер на бяло поле a6 · черна пешка на бяло поле c6 · черна пешка на бяло поле e6 · черна пешка на черно поле h6 · черна пешка на бяло поле b5 · бяла пешка на черно поле c5 · черна пешка на бяло поле d5 · черна пешка на бяло поле f5 · бяла пешка на черно поле b4 · бяла пешка на черно поле d4 · бяла пешка на черно поле f4 · бяла дама на бяло поле b3 · бял офицер на черно поле c3 · бяла пешка на черно поле e3 · бял кон на бяло поле f3 · бяла пешка на черно поле g3 · бяла пешка на бяло поле a2 · бял офицер на бяло поле g2 · бяла пешка на черно поле h2 · бял топ на бяло поле b1 · бял топ на бяло поле f1 · бял цар на черно поле g1 | 6 |
| 5 | черен топ на бяло поле a8 · черна дама на бяло поле e8 · черен топ на черно поле f8 · черна пешка на черно поле a7 · черен офицер на черно поле c7 · черен кон на бяло поле d7 · черна пешка на черно поле g7 · черен цар на бяло поле h7 · черен офицер на бяло поле a6 · черна пешка на бяло поле c6 · черна пешка на бяло поле e6 · черна пешка на черно поле h6 · черна пешка на бяло поле b5 · бяла пешка на черно поле c5 · черна пешка на бяло поле d5 · черна пешка на бяло поле f5 · бяла пешка на черно поле b4 · бяла пешка на черно поле d4 · бяла пешка на черно поле f4 · бяла дама на бяло поле b3 · бял офицер на черно поле c3 · бяла пешка на черно поле e3 · бял кон на бяло поле f3 · бяла пешка на черно поле g3 · бяла пешка на бяло поле a2 · бял офицер на бяло поле g2 · бяла пешка на черно поле h2 · бял топ на бяло поле b1 · бял топ на бяло поле f1 · бял цар на черно поле g1 | черен топ на бяло поле a8 · черна дама на бяло поле e8 · черен топ на черно поле f8 · черна пешка на черно поле a7 · черен офицер на черно поле c7 · черен кон на бяло поле d7 · черна пешка на черно поле g7 · черен цар на бяло поле h7 · черен офицер на бяло поле a6 · черна пешка на бяло поле c6 · черна пешка на бяло поле e6 · черна пешка на черно поле h6 · черна пешка на бяло поле b5 · бяла пешка на черно поле c5 · черна пешка на бяло поле d5 · черна пешка на бяло поле f5 · бяла пешка на черно поле b4 · бяла пешка на черно поле d4 · бяла пешка на черно поле f4 · бяла дама на бяло поле b3 · бял офицер на черно поле c3 · бяла пешка на черно поле e3 · бял кон на бяло поле f3 · бяла пешка на черно поле g3 · бяла пешка на бяло поле a2 · бял офицер на бяло поле g2 · бяла пешка на черно поле h2 · бял топ на бяло поле b1 · бял топ на бяло поле f1 · бял цар на черно поле g1 | черен топ на бяло поле a8 · черна дама на бяло поле e8 · черен топ на черно поле f8 · черна пешка на черно поле a7 · черен офицер на черно поле c7 · черен кон на бяло поле d7 · черна пешка на черно поле g7 · черен цар на бяло поле h7 · черен офицер на бяло поле a6 · черна пешка на бяло поле c6 · черна пешка на бяло поле e6 · черна пешка на черно поле h6 · черна пешка на бяло поле b5 · бяла пешка на черно поле c5 · черна пешка на бяло поле d5 · черна пешка на бяло поле f5 · бяла пешка на черно поле b4 · бяла пешка на черно поле d4 · бяла пешка на черно поле f4 · бяла дама на бяло поле b3 · бял офицер на черно поле c3 · бяла пешка на черно поле e3 · бял кон на бяло поле f3 · бяла пешка на черно поле g3 · бяла пешка на бяло поле a2 · бял офицер на бяло поле g2 · бяла пешка на черно поле h2 · бял топ на бяло поле b1 · бял топ на бяло поле f1 · бял цар на черно поле g1 | черен топ на бяло поле a8 · черна дама на бяло поле e8 · черен топ на черно поле f8 · черна пешка на черно поле a7 · черен офицер на черно поле c7 · черен кон на бяло поле d7 · черна пешка на черно поле g7 · черен цар на бяло поле h7 · черен офицер на бяло поле a6 · черна пешка на бяло поле c6 · черна пешка на бяло поле e6 · черна пешка на черно поле h6 · черна пешка на бяло поле b5 · бяла пешка на черно поле c5 · черна пешка на бяло поле d5 · черна пешка на бяло поле f5 · бяла пешка на черно поле b4 · бяла пешка на черно поле d4 · бяла пешка на черно поле f4 · бяла дама на бяло поле b3 · бял офицер на черно поле c3 · бяла пешка на черно поле e3 · бял кон на бяло поле f3 · бяла пешка на черно поле g3 · бяла пешка на бяло поле a2 · бял офицер на бяло поле g2 · бяла пешка на черно поле h2 · бял топ на бяло поле b1 · бял топ на бяло поле f1 · бял цар на черно поле g1 | черен топ на бяло поле a8 · черна дама на бяло поле e8 · черен топ на черно поле f8 · черна пешка на черно поле a7 · черен офицер на черно поле c7 · черен кон на бяло поле d7 · черна пешка на черно поле g7 · черен цар на бяло поле h7 · черен офицер на бяло поле a6 · черна пешка на бяло поле c6 · черна пешка на бяло поле e6 · черна пешка на черно поле h6 · черна пешка на бяло поле b5 · бяла пешка на черно поле c5 · черна пешка на бяло поле d5 · черна пешка на бяло поле f5 · бяла пешка на черно поле b4 · бяла пешка на черно поле d4 · бяла пешка на черно поле f4 · бяла дама на бяло поле b3 · бял офицер на черно поле c3 · бяла пешка на черно поле e3 · бял кон на бяло поле f3 · бяла пешка на черно поле g3 · бяла пешка на бяло поле a2 · бял офицер на бяло поле g2 · бяла пешка на черно поле h2 · бял топ на бяло поле b1 · бял топ на бяло поле f1 · бял цар на черно поле g1 | черен топ на бяло поле a8 · черна дама на бяло поле e8 · черен топ на черно поле f8 · черна пешка на черно поле a7 · черен офицер на черно поле c7 · черен кон на бяло поле d7 · черна пешка на черно поле g7 · черен цар на бяло поле h7 · черен офицер на бяло поле a6 · черна пешка на бяло поле c6 · черна пешка на бяло поле e6 · черна пешка на черно поле h6 · черна пешка на бяло поле b5 · бяла пешка на черно поле c5 · черна пешка на бяло поле d5 · черна пешка на бяло поле f5 · бяла пешка на черно поле b4 · бяла пешка на черно поле d4 · бяла пешка на черно поле f4 · бяла дама на бяло поле b3 · бял офицер на черно поле c3 · бяла пешка на черно поле e3 · бял кон на бяло поле f3 · бяла пешка на черно поле g3 · бяла пешка на бяло поле a2 · бял офицер на бяло поле g2 · бяла пешка на черно поле h2 · бял топ на бяло поле b1 · бял топ на бяло поле f1 · бял цар на черно поле g1 | черен топ на бяло поле a8 · черна дама на бяло поле e8 · черен топ на черно поле f8 · черна пешка на черно поле a7 · черен офицер на черно поле c7 · черен кон на бяло поле d7 · черна пешка на черно поле g7 · черен цар на бяло поле h7 · черен офицер на бяло поле a6 · черна пешка на бяло поле c6 · черна пешка на бяло поле e6 · черна пешка на черно поле h6 · черна пешка на бяло поле b5 · бяла пешка на черно поле c5 · черна пешка на бяло поле d5 · черна пешка на бяло поле f5 · бяла пешка на черно поле b4 · бяла пешка на черно поле d4 · бяла пешка на черно поле f4 · бяла дама на бяло поле b3 · бял офицер на черно поле c3 · бяла пешка на черно поле e3 · бял кон на бяло поле f3 · бяла пешка на черно поле g3 · бяла пешка на бяло поле a2 · бял офицер на бяло поле g2 · бяла пешка на черно поле h2 · бял топ на бяло поле b1 · бял топ на бяло поле f1 · бял цар на черно поле g1 | черен топ на бяло поле a8 · черна дама на бяло поле e8 · черен топ на черно поле f8 · черна пешка на черно поле a7 · черен офицер на черно поле c7 · черен кон на бяло поле d7 · черна пешка на черно поле g7 · черен цар на бяло поле h7 · черен офицер на бяло поле a6 · черна пешка на бяло поле c6 · черна пешка на бяло поле e6 · черна пешка на черно поле h6 · черна пешка на бяло поле b5 · бяла пешка на черно поле c5 · черна пешка на бяло поле d5 · черна пешка на бяло поле f5 · бяла пешка на черно поле b4 · бяла пешка на черно поле d4 · бяла пешка на черно поле f4 · бяла дама на бяло поле b3 · бял офицер на черно поле c3 · бяла пешка на черно поле e3 · бял кон на бяло поле f3 · бяла пешка на черно поле g3 · бяла пешка на бяло поле a2 · бял офицер на бяло поле g2 · бяла пешка на черно поле h2 · бял топ на бяло поле b1 · бял топ на бяло поле f1 · бял цар на черно поле g1 | 5 |
| 4 | черен топ на бяло поле a8 · черна дама на бяло поле e8 · черен топ на черно поле f8 · черна пешка на черно поле a7 · черен офицер на черно поле c7 · черен кон на бяло поле d7 · черна пешка на черно поле g7 · черен цар на бяло поле h7 · черен офицер на бяло поле a6 · черна пешка на бяло поле c6 · черна пешка на бяло поле e6 · черна пешка на черно поле h6 · черна пешка на бяло поле b5 · бяла пешка на черно поле c5 · черна пешка на бяло поле d5 · черна пешка на бяло поле f5 · бяла пешка на черно поле b4 · бяла пешка на черно поле d4 · бяла пешка на черно поле f4 · бяла дама на бяло поле b3 · бял офицер на черно поле c3 · бяла пешка на черно поле e3 · бял кон на бяло поле f3 · бяла пешка на черно поле g3 · бяла пешка на бяло поле a2 · бял офицер на бяло поле g2 · бяла пешка на черно поле h2 · бял топ на бяло поле b1 · бял топ на бяло поле f1 · бял цар на черно поле g1 | черен топ на бяло поле a8 · черна дама на бяло поле e8 · черен топ на черно поле f8 · черна пешка на черно поле a7 · черен офицер на черно поле c7 · черен кон на бяло поле d7 · черна пешка на черно поле g7 · черен цар на бяло поле h7 · черен офицер на бяло поле a6 · черна пешка на бяло поле c6 · черна пешка на бяло поле e6 · черна пешка на черно поле h6 · черна пешка на бяло поле b5 · бяла пешка на черно поле c5 · черна пешка на бяло поле d5 · черна пешка на бяло поле f5 · бяла пешка на черно поле b4 · бяла пешка на черно поле d4 · бяла пешка на черно поле f4 · бяла дама на бяло поле b3 · бял офицер на черно поле c3 · бяла пешка на черно поле e3 · бял кон на бяло поле f3 · бяла пешка на черно поле g3 · бяла пешка на бяло поле a2 · бял офицер на бяло поле g2 · бяла пешка на черно поле h2 · бял топ на бяло поле b1 · бял топ на бяло поле f1 · бял цар на черно поле g1 | черен топ на бяло поле a8 · черна дама на бяло поле e8 · черен топ на черно поле f8 · черна пешка на черно поле a7 · черен офицер на черно поле c7 · черен кон на бяло поле d7 · черна пешка на черно поле g7 · черен цар на бяло поле h7 · черен офицер на бяло поле a6 · черна пешка на бяло поле c6 · черна пешка на бяло поле e6 · черна пешка на черно поле h6 · черна пешка на бяло поле b5 · бяла пешка на черно поле c5 · черна пешка на бяло поле d5 · черна пешка на бяло поле f5 · бяла пешка на черно поле b4 · бяла пешка на черно поле d4 · бяла пешка на черно поле f4 · бяла дама на бяло поле b3 · бял офицер на черно поле c3 · бяла пешка на черно поле e3 · бял кон на бяло поле f3 · бяла пешка на черно поле g3 · бяла пешка на бяло поле a2 · бял офицер на бяло поле g2 · бяла пешка на черно поле h2 · бял топ на бяло поле b1 · бял топ на бяло поле f1 · бял цар на черно поле g1 | черен топ на бяло поле a8 · черна дама на бяло поле e8 · черен топ на черно поле f8 · черна пешка на черно поле a7 · черен офицер на черно поле c7 · черен кон на бяло поле d7 · черна пешка на черно поле g7 · черен цар на бяло поле h7 · черен офицер на бяло поле a6 · черна пешка на бяло поле c6 · черна пешка на бяло поле e6 · черна пешка на черно поле h6 · черна пешка на бяло поле b5 · бяла пешка на черно поле c5 · черна пешка на бяло поле d5 · черна пешка на бяло поле f5 · бяла пешка на черно поле b4 · бяла пешка на черно поле d4 · бяла пешка на черно поле f4 · бяла дама на бяло поле b3 · бял офицер на черно поле c3 · бяла пешка на черно поле e3 · бял кон на бяло поле f3 · бяла пешка на черно поле g3 · бяла пешка на бяло поле a2 · бял офицер на бяло поле g2 · бяла пешка на черно поле h2 · бял топ на бяло поле b1 · бял топ на бяло поле f1 · бял цар на черно поле g1 | черен топ на бяло поле a8 · черна дама на бяло поле e8 · черен топ на черно поле f8 · черна пешка на черно поле a7 · черен офицер на черно поле c7 · черен кон на бяло поле d7 · черна пешка на черно поле g7 · черен цар на бяло поле h7 · черен офицер на бяло поле a6 · черна пешка на бяло поле c6 · черна пешка на бяло поле e6 · черна пешка на черно поле h6 · черна пешка на бяло поле b5 · бяла пешка на черно поле c5 · черна пешка на бяло поле d5 · черна пешка на бяло поле f5 · бяла пешка на черно поле b4 · бяла пешка на черно поле d4 · бяла пешка на черно поле f4 · бяла дама на бяло поле b3 · бял офицер на черно поле c3 · бяла пешка на черно поле e3 · бял кон на бяло поле f3 · бяла пешка на черно поле g3 · бяла пешка на бяло поле a2 · бял офицер на бяло поле g2 · бяла пешка на черно поле h2 · бял топ на бяло поле b1 · бял топ на бяло поле f1 · бял цар на черно поле g1 | черен топ на бяло поле a8 · черна дама на бяло поле e8 · черен топ на черно поле f8 · черна пешка на черно поле a7 · черен офицер на черно поле c7 · черен кон на бяло поле d7 · черна пешка на черно поле g7 · черен цар на бяло поле h7 · черен офицер на бяло поле a6 · черна пешка на бяло поле c6 · черна пешка на бяло поле e6 · черна пешка на черно поле h6 · черна пешка на бяло поле b5 · бяла пешка на черно поле c5 · черна пешка на бяло поле d5 · черна пешка на бяло поле f5 · бяла пешка на черно поле b4 · бяла пешка на черно поле d4 · бяла пешка на черно поле f4 · бяла дама на бяло поле b3 · бял офицер на черно поле c3 · бяла пешка на черно поле e3 · бял кон на бяло поле f3 · бяла пешка на черно поле g3 · бяла пешка на бяло поле a2 · бял офицер на бяло поле g2 · бяла пешка на черно поле h2 · бял топ на бяло поле b1 · бял топ на бяло поле f1 · бял цар на черно поле g1 | черен топ на бяло поле a8 · черна дама на бяло поле e8 · черен топ на черно поле f8 · черна пешка на черно поле a7 · черен офицер на черно поле c7 · черен кон на бяло поле d7 · черна пешка на черно поле g7 · черен цар на бяло поле h7 · черен офицер на бяло поле a6 · черна пешка на бяло поле c6 · черна пешка на бяло поле e6 · черна пешка на черно поле h6 · черна пешка на бяло поле b5 · бяла пешка на черно поле c5 · черна пешка на бяло поле d5 · черна пешка на бяло поле f5 · бяла пешка на черно поле b4 · бяла пешка на черно поле d4 · бяла пешка на черно поле f4 · бяла дама на бяло поле b3 · бял офицер на черно поле c3 · бяла пешка на черно поле e3 · бял кон на бяло поле f3 · бяла пешка на черно поле g3 · бяла пешка на бяло поле a2 · бял офицер на бяло поле g2 · бяла пешка на черно поле h2 · бял топ на бяло поле b1 · бял топ на бяло поле f1 · бял цар на черно поле g1 | черен топ на бяло поле a8 · черна дама на бяло поле e8 · черен топ на черно поле f8 · черна пешка на черно поле a7 · черен офицер на черно поле c7 · черен кон на бяло поле d7 · черна пешка на черно поле g7 · черен цар на бяло поле h7 · черен офицер на бяло поле a6 · черна пешка на бяло поле c6 · черна пешка на бяло поле e6 · черна пешка на черно поле h6 · черна пешка на бяло поле b5 · бяла пешка на черно поле c5 · черна пешка на бяло поле d5 · черна пешка на бяло поле f5 · бяла пешка на черно поле b4 · бяла пешка на черно поле d4 · бяла пешка на черно поле f4 · бяла дама на бяло поле b3 · бял офицер на черно поле c3 · бяла пешка на черно поле e3 · бял кон на бяло поле f3 · бяла пешка на черно поле g3 · бяла пешка на бяло поле a2 · бял офицер на бяло поле g2 · бяла пешка на черно поле h2 · бял топ на бяло поле b1 · бял топ на бяло поле f1 · бял цар на черно поле g1 | 4 |
| 3 | черен топ на бяло поле a8 · черна дама на бяло поле e8 · черен топ на черно поле f8 · черна пешка на черно поле a7 · черен офицер на черно поле c7 · черен кон на бяло поле d7 · черна пешка на черно поле g7 · черен цар на бяло поле h7 · черен офицер на бяло поле a6 · черна пешка на бяло поле c6 · черна пешка на бяло поле e6 · черна пешка на черно поле h6 · черна пешка на бяло поле b5 · бяла пешка на черно поле c5 · черна пешка на бяло поле d5 · черна пешка на бяло поле f5 · бяла пешка на черно поле b4 · бяла пешка на черно поле d4 · бяла пешка на черно поле f4 · бяла дама на бяло поле b3 · бял офицер на черно поле c3 · бяла пешка на черно поле e3 · бял кон на бяло поле f3 · бяла пешка на черно поле g3 · бяла пешка на бяло поле a2 · бял офицер на бяло поле g2 · бяла пешка на черно поле h2 · бял топ на бяло поле b1 · бял топ на бяло поле f1 · бял цар на черно поле g1 | черен топ на бяло поле a8 · черна дама на бяло поле e8 · черен топ на черно поле f8 · черна пешка на черно поле a7 · черен офицер на черно поле c7 · черен кон на бяло поле d7 · черна пешка на черно поле g7 · черен цар на бяло поле h7 · черен офицер на бяло поле a6 · черна пешка на бяло поле c6 · черна пешка на бяло поле e6 · черна пешка на черно поле h6 · черна пешка на бяло поле b5 · бяла пешка на черно поле c5 · черна пешка на бяло поле d5 · черна пешка на бяло поле f5 · бяла пешка на черно поле b4 · бяла пешка на черно поле d4 · бяла пешка на черно поле f4 · бяла дама на бяло поле b3 · бял офицер на черно поле c3 · бяла пешка на черно поле e3 · бял кон на бяло поле f3 · бяла пешка на черно поле g3 · бяла пешка на бяло поле a2 · бял офицер на бяло поле g2 · бяла пешка на черно поле h2 · бял топ на бяло поле b1 · бял топ на бяло поле f1 · бял цар на черно поле g1 | черен топ на бяло поле a8 · черна дама на бяло поле e8 · черен топ на черно поле f8 · черна пешка на черно поле a7 · черен офицер на черно поле c7 · черен кон на бяло поле d7 · черна пешка на черно поле g7 · черен цар на бяло поле h7 · черен офицер на бяло поле a6 · черна пешка на бяло поле c6 · черна пешка на бяло поле e6 · черна пешка на черно поле h6 · черна пешка на бяло поле b5 · бяла пешка на черно поле c5 · черна пешка на бяло поле d5 · черна пешка на бяло поле f5 · бяла пешка на черно поле b4 · бяла пешка на черно поле d4 · бяла пешка на черно поле f4 · бяла дама на бяло поле b3 · бял офицер на черно поле c3 · бяла пешка на черно поле e3 · бял кон на бяло поле f3 · бяла пешка на черно поле g3 · бяла пешка на бяло поле a2 · бял офицер на бяло поле g2 · бяла пешка на черно поле h2 · бял топ на бяло поле b1 · бял топ на бяло поле f1 · бял цар на черно поле g1 | черен топ на бяло поле a8 · черна дама на бяло поле e8 · черен топ на черно поле f8 · черна пешка на черно поле a7 · черен офицер на черно поле c7 · черен кон на бяло поле d7 · черна пешка на черно поле g7 · черен цар на бяло поле h7 · черен офицер на бяло поле a6 · черна пешка на бяло поле c6 · черна пешка на бяло поле e6 · черна пешка на черно поле h6 · черна пешка на бяло поле b5 · бяла пешка на черно поле c5 · черна пешка на бяло поле d5 · черна пешка на бяло поле f5 · бяла пешка на черно поле b4 · бяла пешка на черно поле d4 · бяла пешка на черно поле f4 · бяла дама на бяло поле b3 · бял офицер на черно поле c3 · бяла пешка на черно поле e3 · бял кон на бяло поле f3 · бяла пешка на черно поле g3 · бяла пешка на бяло поле a2 · бял офицер на бяло поле g2 · бяла пешка на черно поле h2 · бял топ на бяло поле b1 · бял топ на бяло поле f1 · бял цар на черно поле g1 | черен топ на бяло поле a8 · черна дама на бяло поле e8 · черен топ на черно поле f8 · черна пешка на черно поле a7 · черен офицер на черно поле c7 · черен кон на бяло поле d7 · черна пешка на черно поле g7 · черен цар на бяло поле h7 · черен офицер на бяло поле a6 · черна пешка на бяло поле c6 · черна пешка на бяло поле e6 · черна пешка на черно поле h6 · черна пешка на бяло поле b5 · бяла пешка на черно поле c5 · черна пешка на бяло поле d5 · черна пешка на бяло поле f5 · бяла пешка на черно поле b4 · бяла пешка на черно поле d4 · бяла пешка на черно поле f4 · бяла дама на бяло поле b3 · бял офицер на черно поле c3 · бяла пешка на черно поле e3 · бял кон на бяло поле f3 · бяла пешка на черно поле g3 · бяла пешка на бяло поле a2 · бял офицер на бяло поле g2 · бяла пешка на черно поле h2 · бял топ на бяло поле b1 · бял топ на бяло поле f1 · бял цар на черно поле g1 | черен топ на бяло поле a8 · черна дама на бяло поле e8 · черен топ на черно поле f8 · черна пешка на черно поле a7 · черен офицер на черно поле c7 · черен кон на бяло поле d7 · черна пешка на черно поле g7 · черен цар на бяло поле h7 · черен офицер на бяло поле a6 · черна пешка на бяло поле c6 · черна пешка на бяло поле e6 · черна пешка на черно поле h6 · черна пешка на бяло поле b5 · бяла пешка на черно поле c5 · черна пешка на бяло поле d5 · черна пешка на бяло поле f5 · бяла пешка на черно поле b4 · бяла пешка на черно поле d4 · бяла пешка на черно поле f4 · бяла дама на бяло поле b3 · бял офицер на черно поле c3 · бяла пешка на черно поле e3 · бял кон на бяло поле f3 · бяла пешка на черно поле g3 · бяла пешка на бяло поле a2 · бял офицер на бяло поле g2 · бяла пешка на черно поле h2 · бял топ на бяло поле b1 · бял топ на бяло поле f1 · бял цар на черно поле g1 | черен топ на бяло поле a8 · черна дама на бяло поле e8 · черен топ на черно поле f8 · черна пешка на черно поле a7 · черен офицер на черно поле c7 · черен кон на бяло поле d7 · черна пешка на черно поле g7 · черен цар на бяло поле h7 · черен офицер на бяло поле a6 · черна пешка на бяло поле c6 · черна пешка на бяло поле e6 · черна пешка на черно поле h6 · черна пешка на бяло поле b5 · бяла пешка на черно поле c5 · черна пешка на бяло поле d5 · черна пешка на бяло поле f5 · бяла пешка на черно поле b4 · бяла пешка на черно поле d4 · бяла пешка на черно поле f4 · бяла дама на бяло поле b3 · бял офицер на черно поле c3 · бяла пешка на черно поле e3 · бял кон на бяло поле f3 · бяла пешка на черно поле g3 · бяла пешка на бяло поле a2 · бял офицер на бяло поле g2 · бяла пешка на черно поле h2 · бял топ на бяло поле b1 · бял топ на бяло поле f1 · бял цар на черно поле g1 | черен топ на бяло поле a8 · черна дама на бяло поле e8 · черен топ на черно поле f8 · черна пешка на черно поле a7 · черен офицер на черно поле c7 · черен кон на бяло поле d7 · черна пешка на черно поле g7 · черен цар на бяло поле h7 · черен офицер на бяло поле a6 · черна пешка на бяло поле c6 · черна пешка на бяло поле e6 · черна пешка на черно поле h6 · черна пешка на бяло поле b5 · бяла пешка на черно поле c5 · черна пешка на бяло поле d5 · черна пешка на бяло поле f5 · бяла пешка на черно поле b4 · бяла пешка на черно поле d4 · бяла пешка на черно поле f4 · бяла дама на бяло поле b3 · бял офицер на черно поле c3 · бяла пешка на черно поле e3 · бял кон на бяло поле f3 · бяла пешка на черно поле g3 · бяла пешка на бяло поле a2 · бял офицер на бяло поле g2 · бяла пешка на черно поле h2 · бял топ на бяло поле b1 · бял топ на бяло поле f1 · бял цар на черно поле g1 | 3 |
| 2 | черен топ на бяло поле a8 · черна дама на бяло поле e8 · черен топ на черно поле f8 · черна пешка на черно поле a7 · черен офицер на черно поле c7 · черен кон на бяло поле d7 · черна пешка на черно поле g7 · черен цар на бяло поле h7 · черен офицер на бяло поле a6 · черна пешка на бяло поле c6 · черна пешка на бяло поле e6 · черна пешка на черно поле h6 · черна пешка на бяло поле b5 · бяла пешка на черно поле c5 · черна пешка на бяло поле d5 · черна пешка на бяло поле f5 · бяла пешка на черно поле b4 · бяла пешка на черно поле d4 · бяла пешка на черно поле f4 · бяла дама на бяло поле b3 · бял офицер на черно поле c3 · бяла пешка на черно поле e3 · бял кон на бяло поле f3 · бяла пешка на черно поле g3 · бяла пешка на бяло поле a2 · бял офицер на бяло поле g2 · бяла пешка на черно поле h2 · бял топ на бяло поле b1 · бял топ на бяло поле f1 · бял цар на черно поле g1 | черен топ на бяло поле a8 · черна дама на бяло поле e8 · черен топ на черно поле f8 · черна пешка на черно поле a7 · черен офицер на черно поле c7 · черен кон на бяло поле d7 · черна пешка на черно поле g7 · черен цар на бяло поле h7 · черен офицер на бяло поле a6 · черна пешка на бяло поле c6 · черна пешка на бяло поле e6 · черна пешка на черно поле h6 · черна пешка на бяло поле b5 · бяла пешка на черно поле c5 · черна пешка на бяло поле d5 · черна пешка на бяло поле f5 · бяла пешка на черно поле b4 · бяла пешка на черно поле d4 · бяла пешка на черно поле f4 · бяла дама на бяло поле b3 · бял офицер на черно поле c3 · бяла пешка на черно поле e3 · бял кон на бяло поле f3 · бяла пешка на черно поле g3 · бяла пешка на бяло поле a2 · бял офицер на бяло поле g2 · бяла пешка на черно поле h2 · бял топ на бяло поле b1 · бял топ на бяло поле f1 · бял цар на черно поле g1 | черен топ на бяло поле a8 · черна дама на бяло поле e8 · черен топ на черно поле f8 · черна пешка на черно поле a7 · черен офицер на черно поле c7 · черен кон на бяло поле d7 · черна пешка на черно поле g7 · черен цар на бяло поле h7 · черен офицер на бяло поле a6 · черна пешка на бяло поле c6 · черна пешка на бяло поле e6 · черна пешка на черно поле h6 · черна пешка на бяло поле b5 · бяла пешка на черно поле c5 · черна пешка на бяло поле d5 · черна пешка на бяло поле f5 · бяла пешка на черно поле b4 · бяла пешка на черно поле d4 · бяла пешка на черно поле f4 · бяла дама на бяло поле b3 · бял офицер на черно поле c3 · бяла пешка на черно поле e3 · бял кон на бяло поле f3 · бяла пешка на черно поле g3 · бяла пешка на бяло поле a2 · бял офицер на бяло поле g2 · бяла пешка на черно поле h2 · бял топ на бяло поле b1 · бял топ на бяло поле f1 · бял цар на черно поле g1 | черен топ на бяло поле a8 · черна дама на бяло поле e8 · черен топ на черно поле f8 · черна пешка на черно поле a7 · черен офицер на черно поле c7 · черен кон на бяло поле d7 · черна пешка на черно поле g7 · черен цар на бяло поле h7 · черен офицер на бяло поле a6 · черна пешка на бяло поле c6 · черна пешка на бяло поле e6 · черна пешка на черно поле h6 · черна пешка на бяло поле b5 · бяла пешка на черно поле c5 · черна пешка на бяло поле d5 · черна пешка на бяло поле f5 · бяла пешка на черно поле b4 · бяла пешка на черно поле d4 · бяла пешка на черно поле f4 · бяла дама на бяло поле b3 · бял офицер на черно поле c3 · бяла пешка на черно поле e3 · бял кон на бяло поле f3 · бяла пешка на черно поле g3 · бяла пешка на бяло поле a2 · бял офицер на бяло поле g2 · бяла пешка на черно поле h2 · бял топ на бяло поле b1 · бял топ на бяло поле f1 · бял цар на черно поле g1 | черен топ на бяло поле a8 · черна дама на бяло поле e8 · черен топ на черно поле f8 · черна пешка на черно поле a7 · черен офицер на черно поле c7 · черен кон на бяло поле d7 · черна пешка на черно поле g7 · черен цар на бяло поле h7 · черен офицер на бяло поле a6 · черна пешка на бяло поле c6 · черна пешка на бяло поле e6 · черна пешка на черно поле h6 · черна пешка на бяло поле b5 · бяла пешка на черно поле c5 · черна пешка на бяло поле d5 · черна пешка на бяло поле f5 · бяла пешка на черно поле b4 · бяла пешка на черно поле d4 · бяла пешка на черно поле f4 · бяла дама на бяло поле b3 · бял офицер на черно поле c3 · бяла пешка на черно поле e3 · бял кон на бяло поле f3 · бяла пешка на черно поле g3 · бяла пешка на бяло поле a2 · бял офицер на бяло поле g2 · бяла пешка на черно поле h2 · бял топ на бяло поле b1 · бял топ на бяло поле f1 · бял цар на черно поле g1 | черен топ на бяло поле a8 · черна дама на бяло поле e8 · черен топ на черно поле f8 · черна пешка на черно поле a7 · черен офицер на черно поле c7 · черен кон на бяло поле d7 · черна пешка на черно поле g7 · черен цар на бяло поле h7 · черен офицер на бяло поле a6 · черна пешка на бяло поле c6 · черна пешка на бяло поле e6 · черна пешка на черно поле h6 · черна пешка на бяло поле b5 · бяла пешка на черно поле c5 · черна пешка на бяло поле d5 · черна пешка на бяло поле f5 · бяла пешка на черно поле b4 · бяла пешка на черно поле d4 · бяла пешка на черно поле f4 · бяла дама на бяло поле b3 · бял офицер на черно поле c3 · бяла пешка на черно поле e3 · бял кон на бяло поле f3 · бяла пешка на черно поле g3 · бяла пешка на бяло поле a2 · бял офицер на бяло поле g2 · бяла пешка на черно поле h2 · бял топ на бяло поле b1 · бял топ на бяло поле f1 · бял цар на черно поле g1 | черен топ на бяло поле a8 · черна дама на бяло поле e8 · черен топ на черно поле f8 · черна пешка на черно поле a7 · черен офицер на черно поле c7 · черен кон на бяло поле d7 · черна пешка на черно поле g7 · черен цар на бяло поле h7 · черен офицер на бяло поле a6 · черна пешка на бяло поле c6 · черна пешка на бяло поле e6 · черна пешка на черно поле h6 · черна пешка на бяло поле b5 · бяла пешка на черно поле c5 · черна пешка на бяло поле d5 · черна пешка на бяло поле f5 · бяла пешка на черно поле b4 · бяла пешка на черно поле d4 · бяла пешка на черно поле f4 · бяла дама на бяло поле b3 · бял офицер на черно поле c3 · бяла пешка на черно поле e3 · бял кон на бяло поле f3 · бяла пешка на черно поле g3 · бяла пешка на бяло поле a2 · бял офицер на бяло поле g2 · бяла пешка на черно поле h2 · бял топ на бяло поле b1 · бял топ на бяло поле f1 · бял цар на черно поле g1 | черен топ на бяло поле a8 · черна дама на бяло поле e8 · черен топ на черно поле f8 · черна пешка на черно поле a7 · черен офицер на черно поле c7 · черен кон на бяло поле d7 · черна пешка на черно поле g7 · черен цар на бяло поле h7 · черен офицер на бяло поле a6 · черна пешка на бяло поле c6 · черна пешка на бяло поле e6 · черна пешка на черно поле h6 · черна пешка на бяло поле b5 · бяла пешка на черно поле c5 · черна пешка на бяло поле d5 · черна пешка на бяло поле f5 · бяла пешка на черно поле b4 · бяла пешка на черно поле d4 · бяла пешка на черно поле f4 · бяла дама на бяло поле b3 · бял офицер на черно поле c3 · бяла пешка на черно поле e3 · бял кон на бяло поле f3 · бяла пешка на черно поле g3 · бяла пешка на бяло поле a2 · бял офицер на бяло поле g2 · бяла пешка на черно поле h2 · бял топ на бяло поле b1 · бял топ на бяло поле f1 · бял цар на черно поле g1 | 2 |
| 1 | черен топ на бяло поле a8 · черна дама на бяло поле e8 · черен топ на черно поле f8 · черна пешка на черно поле a7 · черен офицер на черно поле c7 · черен кон на бяло поле d7 · черна пешка на черно поле g7 · черен цар на бяло поле h7 · черен офицер на бяло поле a6 · черна пешка на бяло поле c6 · черна пешка на бяло поле e6 · черна пешка на черно поле h6 · черна пешка на бяло поле b5 · бяла пешка на черно поле c5 · черна пешка на бяло поле d5 · черна пешка на бяло поле f5 · бяла пешка на черно поле b4 · бяла пешка на черно поле d4 · бяла пешка на черно поле f4 · бяла дама на бяло поле b3 · бял офицер на черно поле c3 · бяла пешка на черно поле e3 · бял кон на бяло поле f3 · бяла пешка на черно поле g3 · бяла пешка на бяло поле a2 · бял офицер на бяло поле g2 · бяла пешка на черно поле h2 · бял топ на бяло поле b1 · бял топ на бяло поле f1 · бял цар на черно поле g1 | черен топ на бяло поле a8 · черна дама на бяло поле e8 · черен топ на черно поле f8 · черна пешка на черно поле a7 · черен офицер на черно поле c7 · черен кон на бяло поле d7 · черна пешка на черно поле g7 · черен цар на бяло поле h7 · черен офицер на бяло поле a6 · черна пешка на бяло поле c6 · черна пешка на бяло поле e6 · черна пешка на черно поле h6 · черна пешка на бяло поле b5 · бяла пешка на черно поле c5 · черна пешка на бяло поле d5 · черна пешка на бяло поле f5 · бяла пешка на черно поле b4 · бяла пешка на черно поле d4 · бяла пешка на черно поле f4 · бяла дама на бяло поле b3 · бял офицер на черно поле c3 · бяла пешка на черно поле e3 · бял кон на бяло поле f3 · бяла пешка на черно поле g3 · бяла пешка на бяло поле a2 · бял офицер на бяло поле g2 · бяла пешка на черно поле h2 · бял топ на бяло поле b1 · бял топ на бяло поле f1 · бял цар на черно поле g1 | черен топ на бяло поле a8 · черна дама на бяло поле e8 · черен топ на черно поле f8 · черна пешка на черно поле a7 · черен офицер на черно поле c7 · черен кон на бяло поле d7 · черна пешка на черно поле g7 · черен цар на бяло поле h7 · черен офицер на бяло поле a6 · черна пешка на бяло поле c6 · черна пешка на бяло поле e6 · черна пешка на черно поле h6 · черна пешка на бяло поле b5 · бяла пешка на черно поле c5 · черна пешка на бяло поле d5 · черна пешка на бяло поле f5 · бяла пешка на черно поле b4 · бяла пешка на черно поле d4 · бяла пешка на черно поле f4 · бяла дама на бяло поле b3 · бял офицер на черно поле c3 · бяла пешка на черно поле e3 · бял кон на бяло поле f3 · бяла пешка на черно поле g3 · бяла пешка на бяло поле a2 · бял офицер на бяло поле g2 · бяла пешка на черно поле h2 · бял топ на бяло поле b1 · бял топ на бяло поле f1 · бял цар на черно поле g1 | черен топ на бяло поле a8 · черна дама на бяло поле e8 · черен топ на черно поле f8 · черна пешка на черно поле a7 · черен офицер на черно поле c7 · черен кон на бяло поле d7 · черна пешка на черно поле g7 · черен цар на бяло поле h7 · черен офицер на бяло поле a6 · черна пешка на бяло поле c6 · черна пешка на бяло поле e6 · черна пешка на черно поле h6 · черна пешка на бяло поле b5 · бяла пешка на черно поле c5 · черна пешка на бяло поле d5 · черна пешка на бяло поле f5 · бяла пешка на черно поле b4 · бяла пешка на черно поле d4 · бяла пешка на черно поле f4 · бяла дама на бяло поле b3 · бял офицер на черно поле c3 · бяла пешка на черно поле e3 · бял кон на бяло поле f3 · бяла пешка на черно поле g3 · бяла пешка на бяло поле a2 · бял офицер на бяло поле g2 · бяла пешка на черно поле h2 · бял топ на бяло поле b1 · бял топ на бяло поле f1 · бял цар на черно поле g1 | черен топ на бяло поле a8 · черна дама на бяло поле e8 · черен топ на черно поле f8 · черна пешка на черно поле a7 · черен офицер на черно поле c7 · черен кон на бяло поле d7 · черна пешка на черно поле g7 · черен цар на бяло поле h7 · черен офицер на бяло поле a6 · черна пешка на бяло поле c6 · черна пешка на бяло поле e6 · черна пешка на черно поле h6 · черна пешка на бяло поле b5 · бяла пешка на черно поле c5 · черна пешка на бяло поле d5 · черна пешка на бяло поле f5 · бяла пешка на черно поле b4 · бяла пешка на черно поле d4 · бяла пешка на черно поле f4 · бяла дама на бяло поле b3 · бял офицер на черно поле c3 · бяла пешка на черно поле e3 · бял кон на бяло поле f3 · бяла пешка на черно поле g3 · бяла пешка на бяло поле a2 · бял офицер на бяло поле g2 · бяла пешка на черно поле h2 · бял топ на бяло поле b1 · бял топ на бяло поле f1 · бял цар на черно поле g1 | черен топ на бяло поле a8 · черна дама на бяло поле e8 · черен топ на черно поле f8 · черна пешка на черно поле a7 · черен офицер на черно поле c7 · черен кон на бяло поле d7 · черна пешка на черно поле g7 · черен цар на бяло поле h7 · черен офицер на бяло поле a6 · черна пешка на бяло поле c6 · черна пешка на бяло поле e6 · черна пешка на черно поле h6 · черна пешка на бяло поле b5 · бяла пешка на черно поле c5 · черна пешка на бяло поле d5 · черна пешка на бяло поле f5 · бяла пешка на черно поле b4 · бяла пешка на черно поле d4 · бяла пешка на черно поле f4 · бяла дама на бяло поле b3 · бял офицер на черно поле c3 · бяла пешка на черно поле e3 · бял кон на бяло поле f3 · бяла пешка на черно поле g3 · бяла пешка на бяло поле a2 · бял офицер на бяло поле g2 · бяла пешка на черно поле h2 · бял топ на бяло поле b1 · бял топ на бяло поле f1 · бял цар на черно поле g1 | черен топ на бяло поле a8 · черна дама на бяло поле e8 · черен топ на черно поле f8 · черна пешка на черно поле a7 · черен офицер на черно поле c7 · черен кон на бяло поле d7 · черна пешка на черно поле g7 · черен цар на бяло поле h7 · черен офицер на бяло поле a6 · черна пешка на бяло поле c6 · черна пешка на бяло поле e6 · черна пешка на черно поле h6 · черна пешка на бяло поле b5 · бяла пешка на черно поле c5 · черна пешка на бяло поле d5 · черна пешка на бяло поле f5 · бяла пешка на черно поле b4 · бяла пешка на черно поле d4 · бяла пешка на черно поле f4 · бяла дама на бяло поле b3 · бял офицер на черно поле c3 · бяла пешка на черно поле e3 · бял кон на бяло поле f3 · бяла пешка на черно поле g3 · бяла пешка на бяло поле a2 · бял офицер на бяло поле g2 · бяла пешка на черно поле h2 · бял топ на бяло поле b1 · бял топ на бяло поле f1 · бял цар на черно поле g1 | черен топ на бяло поле a8 · черна дама на бяло поле e8 · черен топ на черно поле f8 · черна пешка на черно поле a7 · черен офицер на черно поле c7 · черен кон на бяло поле d7 · черна пешка на черно поле g7 · черен цар на бяло поле h7 · черен офицер на бяло поле a6 · черна пешка на бяло поле c6 · черна пешка на бяло поле e6 · черна пешка на черно поле h6 · черна пешка на бяло поле b5 · бяла пешка на черно поле c5 · черна пешка на бяло поле d5 · черна пешка на бяло поле f5 · бяла пешка на черно поле b4 · бяла пешка на черно поле d4 · бяла пешка на черно поле f4 · бяла дама на бяло поле b3 · бял офицер на черно поле c3 · бяла пешка на черно поле e3 · бял кон на бяло поле f3 · бяла пешка на черно поле g3 · бяла пешка на бяло поле a2 · бял офицер на бяло поле g2 · бяла пешка на черно поле h2 · бял топ на бяло поле b1 · бял топ на бяло поле f1 · бял цар на черно поле g1 | 1 |
|   | a | b | c | d | e | f | g | h |   |

|   | a | b | c | d | e | f | g | h |   |
| 8 | черен топ на бяло поле a8 · черна пешка на бяло поле c8 · черна дама на бяло поле e8 · черен топ на черно поле f8 · черен цар на бяло поле g8 · черна пешка на черно поле a7 · черна пешка на черно поле g7 · черна пешка на бяло поле c6 · черна пешка на бяло поле e6 · черна пешка на черно поле h6 · черна пешка на бяло поле b5 · бяла пешка на черно поле c5 · черна пешка на бяло поле d5 · бяла пешка на черно поле e5 · бяла пешка на черно поле b4 · бяла пешка на черно поле f4 · бял топ на бяло поле g4 · бял офицер на черно поле c3 · бяла пешка на черно поле e3 · бяла пешка на черно поле g3 · бяла пешка на бяло поле a2 · бяла дама на бяло поле c2 · бял цар на бяло поле e2 · бял топ на бяло поле h1 | черен топ на бяло поле a8 · черна пешка на бяло поле c8 · черна дама на бяло поле e8 · черен топ на черно поле f8 · черен цар на бяло поле g8 · черна пешка на черно поле a7 · черна пешка на черно поле g7 · черна пешка на бяло поле c6 · черна пешка на бяло поле e6 · черна пешка на черно поле h6 · черна пешка на бяло поле b5 · бяла пешка на черно поле c5 · черна пешка на бяло поле d5 · бяла пешка на черно поле e5 · бяла пешка на черно поле b4 · бяла пешка на черно поле f4 · бял топ на бяло поле g4 · бял офицер на черно поле c3 · бяла пешка на черно поле e3 · бяла пешка на черно поле g3 · бяла пешка на бяло поле a2 · бяла дама на бяло поле c2 · бял цар на бяло поле e2 · бял топ на бяло поле h1 | черен топ на бяло поле a8 · черна пешка на бяло поле c8 · черна дама на бяло поле e8 · черен топ на черно поле f8 · черен цар на бяло поле g8 · черна пешка на черно поле a7 · черна пешка на черно поле g7 · черна пешка на бяло поле c6 · черна пешка на бяло поле e6 · черна пешка на черно поле h6 · черна пешка на бяло поле b5 · бяла пешка на черно поле c5 · черна пешка на бяло поле d5 · бяла пешка на черно поле e5 · бяла пешка на черно поле b4 · бяла пешка на черно поле f4 · бял топ на бяло поле g4 · бял офицер на черно поле c3 · бяла пешка на черно поле e3 · бяла пешка на черно поле g3 · бяла пешка на бяло поле a2 · бяла дама на бяло поле c2 · бял цар на бяло поле e2 · бял топ на бяло поле h1 | черен топ на бяло поле a8 · черна пешка на бяло поле c8 · черна дама на бяло поле e8 · черен топ на черно поле f8 · черен цар на бяло поле g8 · черна пешка на черно поле a7 · черна пешка на черно поле g7 · черна пешка на бяло поле c6 · черна пешка на бяло поле e6 · черна пешка на черно поле h6 · черна пешка на бяло поле b5 · бяла пешка на черно поле c5 · черна пешка на бяло поле d5 · бяла пешка на черно поле e5 · бяла пешка на черно поле b4 · бяла пешка на черно поле f4 · бял топ на бяло поле g4 · бял офицер на черно поле c3 · бяла пешка на черно поле e3 · бяла пешка на черно поле g3 · бяла пешка на бяло поле a2 · бяла дама на бяло поле c2 · бял цар на бяло поле e2 · бял топ на бяло поле h1 | черен топ на бяло поле a8 · черна пешка на бяло поле c8 · черна дама на бяло поле e8 · черен топ на черно поле f8 · черен цар на бяло поле g8 · черна пешка на черно поле a7 · черна пешка на черно поле g7 · черна пешка на бяло поле c6 · черна пешка на бяло поле e6 · черна пешка на черно поле h6 · черна пешка на бяло поле b5 · бяла пешка на черно поле c5 · черна пешка на бяло поле d5 · бяла пешка на черно поле e5 · бяла пешка на черно поле b4 · бяла пешка на черно поле f4 · бял топ на бяло поле g4 · бял офицер на черно поле c3 · бяла пешка на черно поле e3 · бяла пешка на черно поле g3 · бяла пешка на бяло поле a2 · бяла дама на бяло поле c2 · бял цар на бяло поле e2 · бял топ на бяло поле h1 | черен топ на бяло поле a8 · черна пешка на бяло поле c8 · черна дама на бяло поле e8 · черен топ на черно поле f8 · черен цар на бяло поле g8 · черна пешка на черно поле a7 · черна пешка на черно поле g7 · черна пешка на бяло поле c6 · черна пешка на бяло поле e6 · черна пешка на черно поле h6 · черна пешка на бяло поле b5 · бяла пешка на черно поле c5 · черна пешка на бяло поле d5 · бяла пешка на черно поле e5 · бяла пешка на черно поле b4 · бяла пешка на черно поле f4 · бял топ на бяло поле g4 · бял офицер на черно поле c3 · бяла пешка на черно поле e3 · бяла пешка на черно поле g3 · бяла пешка на бяло поле a2 · бяла дама на бяло поле c2 · бял цар на бяло поле e2 · бял топ на бяло поле h1 | черен топ на бяло поле a8 · черна пешка на бяло поле c8 · черна дама на бяло поле e8 · черен топ на черно поле f8 · черен цар на бяло поле g8 · черна пешка на черно поле a7 · черна пешка на черно поле g7 · черна пешка на бяло поле c6 · черна пешка на бяло поле e6 · черна пешка на черно поле h6 · черна пешка на бяло поле b5 · бяла пешка на черно поле c5 · черна пешка на бяло поле d5 · бяла пешка на черно поле e5 · бяла пешка на черно поле b4 · бяла пешка на черно поле f4 · бял топ на бяло поле g4 · бял офицер на черно поле c3 · бяла пешка на черно поле e3 · бяла пешка на черно поле g3 · бяла пешка на бяло поле a2 · бяла дама на бяло поле c2 · бял цар на бяло поле e2 · бял топ на бяло поле h1 | черен топ на бяло поле a8 · черна пешка на бяло поле c8 · черна дама на бяло поле e8 · черен топ на черно поле f8 · черен цар на бяло поле g8 · черна пешка на черно поле a7 · черна пешка на черно поле g7 · черна пешка на бяло поле c6 · черна пешка на бяло поле e6 · черна пешка на черно поле h6 · черна пешка на бяло поле b5 · бяла пешка на черно поле c5 · черна пешка на бяло поле d5 · бяла пешка на черно поле e5 · бяла пешка на черно поле b4 · бяла пешка на черно поле f4 · бял топ на бяло поле g4 · бял офицер на черно поле c3 · бяла пешка на черно поле e3 · бяла пешка на черно поле g3 · бяла пешка на бяло поле a2 · бяла дама на бяло поле c2 · бял цар на бяло поле e2 · бял топ на бяло поле h1 | 8 |
| 7 | черен топ на бяло поле a8 · черна пешка на бяло поле c8 · черна дама на бяло поле e8 · черен топ на черно поле f8 · черен цар на бяло поле g8 · черна пешка на черно поле a7 · черна пешка на черно поле g7 · черна пешка на бяло поле c6 · черна пешка на бяло поле e6 · черна пешка на черно поле h6 · черна пешка на бяло поле b5 · бяла пешка на черно поле c5 · черна пешка на бяло поле d5 · бяла пешка на черно поле e5 · бяла пешка на черно поле b4 · бяла пешка на черно поле f4 · бял топ на бяло поле g4 · бял офицер на черно поле c3 · бяла пешка на черно поле e3 · бяла пешка на черно поле g3 · бяла пешка на бяло поле a2 · бяла дама на бяло поле c2 · бял цар на бяло поле e2 · бял топ на бяло поле h1 | черен топ на бяло поле a8 · черна пешка на бяло поле c8 · черна дама на бяло поле e8 · черен топ на черно поле f8 · черен цар на бяло поле g8 · черна пешка на черно поле a7 · черна пешка на черно поле g7 · черна пешка на бяло поле c6 · черна пешка на бяло поле e6 · черна пешка на черно поле h6 · черна пешка на бяло поле b5 · бяла пешка на черно поле c5 · черна пешка на бяло поле d5 · бяла пешка на черно поле e5 · бяла пешка на черно поле b4 · бяла пешка на черно поле f4 · бял топ на бяло поле g4 · бял офицер на черно поле c3 · бяла пешка на черно поле e3 · бяла пешка на черно поле g3 · бяла пешка на бяло поле a2 · бяла дама на бяло поле c2 · бял цар на бяло поле e2 · бял топ на бяло поле h1 | черен топ на бяло поле a8 · черна пешка на бяло поле c8 · черна дама на бяло поле e8 · черен топ на черно поле f8 · черен цар на бяло поле g8 · черна пешка на черно поле a7 · черна пешка на черно поле g7 · черна пешка на бяло поле c6 · черна пешка на бяло поле e6 · черна пешка на черно поле h6 · черна пешка на бяло поле b5 · бяла пешка на черно поле c5 · черна пешка на бяло поле d5 · бяла пешка на черно поле e5 · бяла пешка на черно поле b4 · бяла пешка на черно поле f4 · бял топ на бяло поле g4 · бял офицер на черно поле c3 · бяла пешка на черно поле e3 · бяла пешка на черно поле g3 · бяла пешка на бяло поле a2 · бяла дама на бяло поле c2 · бял цар на бяло поле e2 · бял топ на бяло поле h1 | черен топ на бяло поле a8 · черна пешка на бяло поле c8 · черна дама на бяло поле e8 · черен топ на черно поле f8 · черен цар на бяло поле g8 · черна пешка на черно поле a7 · черна пешка на черно поле g7 · черна пешка на бяло поле c6 · черна пешка на бяло поле e6 · черна пешка на черно поле h6 · черна пешка на бяло поле b5 · бяла пешка на черно поле c5 · черна пешка на бяло поле d5 · бяла пешка на черно поле e5 · бяла пешка на черно поле b4 · бяла пешка на черно поле f4 · бял топ на бяло поле g4 · бял офицер на черно поле c3 · бяла пешка на черно поле e3 · бяла пешка на черно поле g3 · бяла пешка на бяло поле a2 · бяла дама на бяло поле c2 · бял цар на бяло поле e2 · бял топ на бяло поле h1 | черен топ на бяло поле a8 · черна пешка на бяло поле c8 · черна дама на бяло поле e8 · черен топ на черно поле f8 · черен цар на бяло поле g8 · черна пешка на черно поле a7 · черна пешка на черно поле g7 · черна пешка на бяло поле c6 · черна пешка на бяло поле e6 · черна пешка на черно поле h6 · черна пешка на бяло поле b5 · бяла пешка на черно поле c5 · черна пешка на бяло поле d5 · бяла пешка на черно поле e5 · бяла пешка на черно поле b4 · бяла пешка на черно поле f4 · бял топ на бяло поле g4 · бял офицер на черно поле c3 · бяла пешка на черно поле e3 · бяла пешка на черно поле g3 · бяла пешка на бяло поле a2 · бяла дама на бяло поле c2 · бял цар на бяло поле e2 · бял топ на бяло поле h1 | черен топ на бяло поле a8 · черна пешка на бяло поле c8 · черна дама на бяло поле e8 · черен топ на черно поле f8 · черен цар на бяло поле g8 · черна пешка на черно поле a7 · черна пешка на черно поле g7 · черна пешка на бяло поле c6 · черна пешка на бяло поле e6 · черна пешка на черно поле h6 · черна пешка на бяло поле b5 · бяла пешка на черно поле c5 · черна пешка на бяло поле d5 · бяла пешка на черно поле e5 · бяла пешка на черно поле b4 · бяла пешка на черно поле f4 · бял топ на бяло поле g4 · бял офицер на черно поле c3 · бяла пешка на черно поле e3 · бяла пешка на черно поле g3 · бяла пешка на бяло поле a2 · бяла дама на бяло поле c2 · бял цар на бяло поле e2 · бял топ на бяло поле h1 | черен топ на бяло поле a8 · черна пешка на бяло поле c8 · черна дама на бяло поле e8 · черен топ на черно поле f8 · черен цар на бяло поле g8 · черна пешка на черно поле a7 · черна пешка на черно поле g7 · черна пешка на бяло поле c6 · черна пешка на бяло поле e6 · черна пешка на черно поле h6 · черна пешка на бяло поле b5 · бяла пешка на черно поле c5 · черна пешка на бяло поле d5 · бяла пешка на черно поле e5 · бяла пешка на черно поле b4 · бяла пешка на черно поле f4 · бял топ на бяло поле g4 · бял офицер на черно поле c3 · бяла пешка на черно поле e3 · бяла пешка на черно поле g3 · бяла пешка на бяло поле a2 · бяла дама на бяло поле c2 · бял цар на бяло поле e2 · бял топ на бяло поле h1 | черен топ на бяло поле a8 · черна пешка на бяло поле c8 · черна дама на бяло поле e8 · черен топ на черно поле f8 · черен цар на бяло поле g8 · черна пешка на черно поле a7 · черна пешка на черно поле g7 · черна пешка на бяло поле c6 · черна пешка на бяло поле e6 · черна пешка на черно поле h6 · черна пешка на бяло поле b5 · бяла пешка на черно поле c5 · черна пешка на бяло поле d5 · бяла пешка на черно поле e5 · бяла пешка на черно поле b4 · бяла пешка на черно поле f4 · бял топ на бяло поле g4 · бял офицер на черно поле c3 · бяла пешка на черно поле e3 · бяла пешка на черно поле g3 · бяла пешка на бяло поле a2 · бяла дама на бяло поле c2 · бял цар на бяло поле e2 · бял топ на бяло поле h1 | 7 |
| 6 | черен топ на бяло поле a8 · черна пешка на бяло поле c8 · черна дама на бяло поле e8 · черен топ на черно поле f8 · черен цар на бяло поле g8 · черна пешка на черно поле a7 · черна пешка на черно поле g7 · черна пешка на бяло поле c6 · черна пешка на бяло поле e6 · черна пешка на черно поле h6 · черна пешка на бяло поле b5 · бяла пешка на черно поле c5 · черна пешка на бяло поле d5 · бяла пешка на черно поле e5 · бяла пешка на черно поле b4 · бяла пешка на черно поле f4 · бял топ на бяло поле g4 · бял офицер на черно поле c3 · бяла пешка на черно поле e3 · бяла пешка на черно поле g3 · бяла пешка на бяло поле a2 · бяла дама на бяло поле c2 · бял цар на бяло поле e2 · бял топ на бяло поле h1 | черен топ на бяло поле a8 · черна пешка на бяло поле c8 · черна дама на бяло поле e8 · черен топ на черно поле f8 · черен цар на бяло поле g8 · черна пешка на черно поле a7 · черна пешка на черно поле g7 · черна пешка на бяло поле c6 · черна пешка на бяло поле e6 · черна пешка на черно поле h6 · черна пешка на бяло поле b5 · бяла пешка на черно поле c5 · черна пешка на бяло поле d5 · бяла пешка на черно поле e5 · бяла пешка на черно поле b4 · бяла пешка на черно поле f4 · бял топ на бяло поле g4 · бял офицер на черно поле c3 · бяла пешка на черно поле e3 · бяла пешка на черно поле g3 · бяла пешка на бяло поле a2 · бяла дама на бяло поле c2 · бял цар на бяло поле e2 · бял топ на бяло поле h1 | черен топ на бяло поле a8 · черна пешка на бяло поле c8 · черна дама на бяло поле e8 · черен топ на черно поле f8 · черен цар на бяло поле g8 · черна пешка на черно поле a7 · черна пешка на черно поле g7 · черна пешка на бяло поле c6 · черна пешка на бяло поле e6 · черна пешка на черно поле h6 · черна пешка на бяло поле b5 · бяла пешка на черно поле c5 · черна пешка на бяло поле d5 · бяла пешка на черно поле e5 · бяла пешка на черно поле b4 · бяла пешка на черно поле f4 · бял топ на бяло поле g4 · бял офицер на черно поле c3 · бяла пешка на черно поле e3 · бяла пешка на черно поле g3 · бяла пешка на бяло поле a2 · бяла дама на бяло поле c2 · бял цар на бяло поле e2 · бял топ на бяло поле h1 | черен топ на бяло поле a8 · черна пешка на бяло поле c8 · черна дама на бяло поле e8 · черен топ на черно поле f8 · черен цар на бяло поле g8 · черна пешка на черно поле a7 · черна пешка на черно поле g7 · черна пешка на бяло поле c6 · черна пешка на бяло поле e6 · черна пешка на черно поле h6 · черна пешка на бяло поле b5 · бяла пешка на черно поле c5 · черна пешка на бяло поле d5 · бяла пешка на черно поле e5 · бяла пешка на черно поле b4 · бяла пешка на черно поле f4 · бял топ на бяло поле g4 · бял офицер на черно поле c3 · бяла пешка на черно поле e3 · бяла пешка на черно поле g3 · бяла пешка на бяло поле a2 · бяла дама на бяло поле c2 · бял цар на бяло поле e2 · бял топ на бяло поле h1 | черен топ на бяло поле a8 · черна пешка на бяло поле c8 · черна дама на бяло поле e8 · черен топ на черно поле f8 · черен цар на бяло поле g8 · черна пешка на черно поле a7 · черна пешка на черно поле g7 · черна пешка на бяло поле c6 · черна пешка на бяло поле e6 · черна пешка на черно поле h6 · черна пешка на бяло поле b5 · бяла пешка на черно поле c5 · черна пешка на бяло поле d5 · бяла пешка на черно поле e5 · бяла пешка на черно поле b4 · бяла пешка на черно поле f4 · бял топ на бяло поле g4 · бял офицер на черно поле c3 · бяла пешка на черно поле e3 · бяла пешка на черно поле g3 · бяла пешка на бяло поле a2 · бяла дама на бяло поле c2 · бял цар на бяло поле e2 · бял топ на бяло поле h1 | черен топ на бяло поле a8 · черна пешка на бяло поле c8 · черна дама на бяло поле e8 · черен топ на черно поле f8 · черен цар на бяло поле g8 · черна пешка на черно поле a7 · черна пешка на черно поле g7 · черна пешка на бяло поле c6 · черна пешка на бяло поле e6 · черна пешка на черно поле h6 · черна пешка на бяло поле b5 · бяла пешка на черно поле c5 · черна пешка на бяло поле d5 · бяла пешка на черно поле e5 · бяла пешка на черно поле b4 · бяла пешка на черно поле f4 · бял топ на бяло поле g4 · бял офицер на черно поле c3 · бяла пешка на черно поле e3 · бяла пешка на черно поле g3 · бяла пешка на бяло поле a2 · бяла дама на бяло поле c2 · бял цар на бяло поле e2 · бял топ на бяло поле h1 | черен топ на бяло поле a8 · черна пешка на бяло поле c8 · черна дама на бяло поле e8 · черен топ на черно поле f8 · черен цар на бяло поле g8 · черна пешка на черно поле a7 · черна пешка на черно поле g7 · черна пешка на бяло поле c6 · черна пешка на бяло поле e6 · черна пешка на черно поле h6 · черна пешка на бяло поле b5 · бяла пешка на черно поле c5 · черна пешка на бяло поле d5 · бяла пешка на черно поле e5 · бяла пешка на черно поле b4 · бяла пешка на черно поле f4 · бял топ на бяло поле g4 · бял офицер на черно поле c3 · бяла пешка на черно поле e3 · бяла пешка на черно поле g3 · бяла пешка на бяло поле a2 · бяла дама на бяло поле c2 · бял цар на бяло поле e2 · бял топ на бяло поле h1 | черен топ на бяло поле a8 · черна пешка на бяло поле c8 · черна дама на бяло поле e8 · черен топ на черно поле f8 · черен цар на бяло поле g8 · черна пешка на черно поле a7 · черна пешка на черно поле g7 · черна пешка на бяло поле c6 · черна пешка на бяло поле e6 · черна пешка на черно поле h6 · черна пешка на бяло поле b5 · бяла пешка на черно поле c5 · черна пешка на бяло поле d5 · бяла пешка на черно поле e5 · бяла пешка на черно поле b4 · бяла пешка на черно поле f4 · бял топ на бяло поле g4 · бял офицер на черно поле c3 · бяла пешка на черно поле e3 · бяла пешка на черно поле g3 · бяла пешка на бяло поле a2 · бяла дама на бяло поле c2 · бял цар на бяло поле e2 · бял топ на бяло поле h1 | 6 |
| 5 | черен топ на бяло поле a8 · черна пешка на бяло поле c8 · черна дама на бяло поле e8 · черен топ на черно поле f8 · черен цар на бяло поле g8 · черна пешка на черно поле a7 · черна пешка на черно поле g7 · черна пешка на бяло поле c6 · черна пешка на бяло поле e6 · черна пешка на черно поле h6 · черна пешка на бяло поле b5 · бяла пешка на черно поле c5 · черна пешка на бяло поле d5 · бяла пешка на черно поле e5 · бяла пешка на черно поле b4 · бяла пешка на черно поле f4 · бял топ на бяло поле g4 · бял офицер на черно поле c3 · бяла пешка на черно поле e3 · бяла пешка на черно поле g3 · бяла пешка на бяло поле a2 · бяла дама на бяло поле c2 · бял цар на бяло поле e2 · бял топ на бяло поле h1 | черен топ на бяло поле a8 · черна пешка на бяло поле c8 · черна дама на бяло поле e8 · черен топ на черно поле f8 · черен цар на бяло поле g8 · черна пешка на черно поле a7 · черна пешка на черно поле g7 · черна пешка на бяло поле c6 · черна пешка на бяло поле e6 · черна пешка на черно поле h6 · черна пешка на бяло поле b5 · бяла пешка на черно поле c5 · черна пешка на бяло поле d5 · бяла пешка на черно поле e5 · бяла пешка на черно поле b4 · бяла пешка на черно поле f4 · бял топ на бяло поле g4 · бял офицер на черно поле c3 · бяла пешка на черно поле e3 · бяла пешка на черно поле g3 · бяла пешка на бяло поле a2 · бяла дама на бяло поле c2 · бял цар на бяло поле e2 · бял топ на бяло поле h1 | черен топ на бяло поле a8 · черна пешка на бяло поле c8 · черна дама на бяло поле e8 · черен топ на черно поле f8 · черен цар на бяло поле g8 · черна пешка на черно поле a7 · черна пешка на черно поле g7 · черна пешка на бяло поле c6 · черна пешка на бяло поле e6 · черна пешка на черно поле h6 · черна пешка на бяло поле b5 · бяла пешка на черно поле c5 · черна пешка на бяло поле d5 · бяла пешка на черно поле e5 · бяла пешка на черно поле b4 · бяла пешка на черно поле f4 · бял топ на бяло поле g4 · бял офицер на черно поле c3 · бяла пешка на черно поле e3 · бяла пешка на черно поле g3 · бяла пешка на бяло поле a2 · бяла дама на бяло поле c2 · бял цар на бяло поле e2 · бял топ на бяло поле h1 | черен топ на бяло поле a8 · черна пешка на бяло поле c8 · черна дама на бяло поле e8 · черен топ на черно поле f8 · черен цар на бяло поле g8 · черна пешка на черно поле a7 · черна пешка на черно поле g7 · черна пешка на бяло поле c6 · черна пешка на бяло поле e6 · черна пешка на черно поле h6 · черна пешка на бяло поле b5 · бяла пешка на черно поле c5 · черна пешка на бяло поле d5 · бяла пешка на черно поле e5 · бяла пешка на черно поле b4 · бяла пешка на черно поле f4 · бял топ на бяло поле g4 · бял офицер на черно поле c3 · бяла пешка на черно поле e3 · бяла пешка на черно поле g3 · бяла пешка на бяло поле a2 · бяла дама на бяло поле c2 · бял цар на бяло поле e2 · бял топ на бяло поле h1 | черен топ на бяло поле a8 · черна пешка на бяло поле c8 · черна дама на бяло поле e8 · черен топ на черно поле f8 · черен цар на бяло поле g8 · черна пешка на черно поле a7 · черна пешка на черно поле g7 · черна пешка на бяло поле c6 · черна пешка на бяло поле e6 · черна пешка на черно поле h6 · черна пешка на бяло поле b5 · бяла пешка на черно поле c5 · черна пешка на бяло поле d5 · бяла пешка на черно поле e5 · бяла пешка на черно поле b4 · бяла пешка на черно поле f4 · бял топ на бяло поле g4 · бял офицер на черно поле c3 · бяла пешка на черно поле e3 · бяла пешка на черно поле g3 · бяла пешка на бяло поле a2 · бяла дама на бяло поле c2 · бял цар на бяло поле e2 · бял топ на бяло поле h1 | черен топ на бяло поле a8 · черна пешка на бяло поле c8 · черна дама на бяло поле e8 · черен топ на черно поле f8 · черен цар на бяло поле g8 · черна пешка на черно поле a7 · черна пешка на черно поле g7 · черна пешка на бяло поле c6 · черна пешка на бяло поле e6 · черна пешка на черно поле h6 · черна пешка на бяло поле b5 · бяла пешка на черно поле c5 · черна пешка на бяло поле d5 · бяла пешка на черно поле e5 · бяла пешка на черно поле b4 · бяла пешка на черно поле f4 · бял топ на бяло поле g4 · бял офицер на черно поле c3 · бяла пешка на черно поле e3 · бяла пешка на черно поле g3 · бяла пешка на бяло поле a2 · бяла дама на бяло поле c2 · бял цар на бяло поле e2 · бял топ на бяло поле h1 | черен топ на бяло поле a8 · черна пешка на бяло поле c8 · черна дама на бяло поле e8 · черен топ на черно поле f8 · черен цар на бяло поле g8 · черна пешка на черно поле a7 · черна пешка на черно поле g7 · черна пешка на бяло поле c6 · черна пешка на бяло поле e6 · черна пешка на черно поле h6 · черна пешка на бяло поле b5 · бяла пешка на черно поле c5 · черна пешка на бяло поле d5 · бяла пешка на черно поле e5 · бяла пешка на черно поле b4 · бяла пешка на черно поле f4 · бял топ на бяло поле g4 · бял офицер на черно поле c3 · бяла пешка на черно поле e3 · бяла пешка на черно поле g3 · бяла пешка на бяло поле a2 · бяла дама на бяло поле c2 · бял цар на бяло поле e2 · бял топ на бяло поле h1 | черен топ на бяло поле a8 · черна пешка на бяло поле c8 · черна дама на бяло поле e8 · черен топ на черно поле f8 · черен цар на бяло поле g8 · черна пешка на черно поле a7 · черна пешка на черно поле g7 · черна пешка на бяло поле c6 · черна пешка на бяло поле e6 · черна пешка на черно поле h6 · черна пешка на бяло поле b5 · бяла пешка на черно поле c5 · черна пешка на бяло поле d5 · бяла пешка на черно поле e5 · бяла пешка на черно поле b4 · бяла пешка на черно поле f4 · бял топ на бяло поле g4 · бял офицер на черно поле c3 · бяла пешка на черно поле e3 · бяла пешка на черно поле g3 · бяла пешка на бяло поле a2 · бяла дама на бяло поле c2 · бял цар на бяло поле e2 · бял топ на бяло поле h1 | 5 |
| 4 | черен топ на бяло поле a8 · черна пешка на бяло поле c8 · черна дама на бяло поле e8 · черен топ на черно поле f8 · черен цар на бяло поле g8 · черна пешка на черно поле a7 · черна пешка на черно поле g7 · черна пешка на бяло поле c6 · черна пешка на бяло поле e6 · черна пешка на черно поле h6 · черна пешка на бяло поле b5 · бяла пешка на черно поле c5 · черна пешка на бяло поле d5 · бяла пешка на черно поле e5 · бяла пешка на черно поле b4 · бяла пешка на черно поле f4 · бял топ на бяло поле g4 · бял офицер на черно поле c3 · бяла пешка на черно поле e3 · бяла пешка на черно поле g3 · бяла пешка на бяло поле a2 · бяла дама на бяло поле c2 · бял цар на бяло поле e2 · бял топ на бяло поле h1 | черен топ на бяло поле a8 · черна пешка на бяло поле c8 · черна дама на бяло поле e8 · черен топ на черно поле f8 · черен цар на бяло поле g8 · черна пешка на черно поле a7 · черна пешка на черно поле g7 · черна пешка на бяло поле c6 · черна пешка на бяло поле e6 · черна пешка на черно поле h6 · черна пешка на бяло поле b5 · бяла пешка на черно поле c5 · черна пешка на бяло поле d5 · бяла пешка на черно поле e5 · бяла пешка на черно поле b4 · бяла пешка на черно поле f4 · бял топ на бяло поле g4 · бял офицер на черно поле c3 · бяла пешка на черно поле e3 · бяла пешка на черно поле g3 · бяла пешка на бяло поле a2 · бяла дама на бяло поле c2 · бял цар на бяло поле e2 · бял топ на бяло поле h1 | черен топ на бяло поле a8 · черна пешка на бяло поле c8 · черна дама на бяло поле e8 · черен топ на черно поле f8 · черен цар на бяло поле g8 · черна пешка на черно поле a7 · черна пешка на черно поле g7 · черна пешка на бяло поле c6 · черна пешка на бяло поле e6 · черна пешка на черно поле h6 · черна пешка на бяло поле b5 · бяла пешка на черно поле c5 · черна пешка на бяло поле d5 · бяла пешка на черно поле e5 · бяла пешка на черно поле b4 · бяла пешка на черно поле f4 · бял топ на бяло поле g4 · бял офицер на черно поле c3 · бяла пешка на черно поле e3 · бяла пешка на черно поле g3 · бяла пешка на бяло поле a2 · бяла дама на бяло поле c2 · бял цар на бяло поле e2 · бял топ на бяло поле h1 | черен топ на бяло поле a8 · черна пешка на бяло поле c8 · черна дама на бяло поле e8 · черен топ на черно поле f8 · черен цар на бяло поле g8 · черна пешка на черно поле a7 · черна пешка на черно поле g7 · черна пешка на бяло поле c6 · черна пешка на бяло поле e6 · черна пешка на черно поле h6 · черна пешка на бяло поле b5 · бяла пешка на черно поле c5 · черна пешка на бяло поле d5 · бяла пешка на черно поле e5 · бяла пешка на черно поле b4 · бяла пешка на черно поле f4 · бял топ на бяло поле g4 · бял офицер на черно поле c3 · бяла пешка на черно поле e3 · бяла пешка на черно поле g3 · бяла пешка на бяло поле a2 · бяла дама на бяло поле c2 · бял цар на бяло поле e2 · бял топ на бяло поле h1 | черен топ на бяло поле a8 · черна пешка на бяло поле c8 · черна дама на бяло поле e8 · черен топ на черно поле f8 · черен цар на бяло поле g8 · черна пешка на черно поле a7 · черна пешка на черно поле g7 · черна пешка на бяло поле c6 · черна пешка на бяло поле e6 · черна пешка на черно поле h6 · черна пешка на бяло поле b5 · бяла пешка на черно поле c5 · черна пешка на бяло поле d5 · бяла пешка на черно поле e5 · бяла пешка на черно поле b4 · бяла пешка на черно поле f4 · бял топ на бяло поле g4 · бял офицер на черно поле c3 · бяла пешка на черно поле e3 · бяла пешка на черно поле g3 · бяла пешка на бяло поле a2 · бяла дама на бяло поле c2 · бял цар на бяло поле e2 · бял топ на бяло поле h1 | черен топ на бяло поле a8 · черна пешка на бяло поле c8 · черна дама на бяло поле e8 · черен топ на черно поле f8 · черен цар на бяло поле g8 · черна пешка на черно поле a7 · черна пешка на черно поле g7 · черна пешка на бяло поле c6 · черна пешка на бяло поле e6 · черна пешка на черно поле h6 · черна пешка на бяло поле b5 · бяла пешка на черно поле c5 · черна пешка на бяло поле d5 · бяла пешка на черно поле e5 · бяла пешка на черно поле b4 · бяла пешка на черно поле f4 · бял топ на бяло поле g4 · бял офицер на черно поле c3 · бяла пешка на черно поле e3 · бяла пешка на черно поле g3 · бяла пешка на бяло поле a2 · бяла дама на бяло поле c2 · бял цар на бяло поле e2 · бял топ на бяло поле h1 | черен топ на бяло поле a8 · черна пешка на бяло поле c8 · черна дама на бяло поле e8 · черен топ на черно поле f8 · черен цар на бяло поле g8 · черна пешка на черно поле a7 · черна пешка на черно поле g7 · черна пешка на бяло поле c6 · черна пешка на бяло поле e6 · черна пешка на черно поле h6 · черна пешка на бяло поле b5 · бяла пешка на черно поле c5 · черна пешка на бяло поле d5 · бяла пешка на черно поле e5 · бяла пешка на черно поле b4 · бяла пешка на черно поле f4 · бял топ на бяло поле g4 · бял офицер на черно поле c3 · бяла пешка на черно поле e3 · бяла пешка на черно поле g3 · бяла пешка на бяло поле a2 · бяла дама на бяло поле c2 · бял цар на бяло поле e2 · бял топ на бяло поле h1 | черен топ на бяло поле a8 · черна пешка на бяло поле c8 · черна дама на бяло поле e8 · черен топ на черно поле f8 · черен цар на бяло поле g8 · черна пешка на черно поле a7 · черна пешка на черно поле g7 · черна пешка на бяло поле c6 · черна пешка на бяло поле e6 · черна пешка на черно поле h6 · черна пешка на бяло поле b5 · бяла пешка на черно поле c5 · черна пешка на бяло поле d5 · бяла пешка на черно поле e5 · бяла пешка на черно поле b4 · бяла пешка на черно поле f4 · бял топ на бяло поле g4 · бял офицер на черно поле c3 · бяла пешка на черно поле e3 · бяла пешка на черно поле g3 · бяла пешка на бяло поле a2 · бяла дама на бяло поле c2 · бял цар на бяло поле e2 · бял топ на бяло поле h1 | 4 |
| 3 | черен топ на бяло поле a8 · черна пешка на бяло поле c8 · черна дама на бяло поле e8 · черен топ на черно поле f8 · черен цар на бяло поле g8 · черна пешка на черно поле a7 · черна пешка на черно поле g7 · черна пешка на бяло поле c6 · черна пешка на бяло поле e6 · черна пешка на черно поле h6 · черна пешка на бяло поле b5 · бяла пешка на черно поле c5 · черна пешка на бяло поле d5 · бяла пешка на черно поле e5 · бяла пешка на черно поле b4 · бяла пешка на черно поле f4 · бял топ на бяло поле g4 · бял офицер на черно поле c3 · бяла пешка на черно поле e3 · бяла пешка на черно поле g3 · бяла пешка на бяло поле a2 · бяла дама на бяло поле c2 · бял цар на бяло поле e2 · бял топ на бяло поле h1 | черен топ на бяло поле a8 · черна пешка на бяло поле c8 · черна дама на бяло поле e8 · черен топ на черно поле f8 · черен цар на бяло поле g8 · черна пешка на черно поле a7 · черна пешка на черно поле g7 · черна пешка на бяло поле c6 · черна пешка на бяло поле e6 · черна пешка на черно поле h6 · черна пешка на бяло поле b5 · бяла пешка на черно поле c5 · черна пешка на бяло поле d5 · бяла пешка на черно поле e5 · бяла пешка на черно поле b4 · бяла пешка на черно поле f4 · бял топ на бяло поле g4 · бял офицер на черно поле c3 · бяла пешка на черно поле e3 · бяла пешка на черно поле g3 · бяла пешка на бяло поле a2 · бяла дама на бяло поле c2 · бял цар на бяло поле e2 · бял топ на бяло поле h1 | черен топ на бяло поле a8 · черна пешка на бяло поле c8 · черна дама на бяло поле e8 · черен топ на черно поле f8 · черен цар на бяло поле g8 · черна пешка на черно поле a7 · черна пешка на черно поле g7 · черна пешка на бяло поле c6 · черна пешка на бяло поле e6 · черна пешка на черно поле h6 · черна пешка на бяло поле b5 · бяла пешка на черно поле c5 · черна пешка на бяло поле d5 · бяла пешка на черно поле e5 · бяла пешка на черно поле b4 · бяла пешка на черно поле f4 · бял топ на бяло поле g4 · бял офицер на черно поле c3 · бяла пешка на черно поле e3 · бяла пешка на черно поле g3 · бяла пешка на бяло поле a2 · бяла дама на бяло поле c2 · бял цар на бяло поле e2 · бял топ на бяло поле h1 | черен топ на бяло поле a8 · черна пешка на бяло поле c8 · черна дама на бяло поле e8 · черен топ на черно поле f8 · черен цар на бяло поле g8 · черна пешка на черно поле a7 · черна пешка на черно поле g7 · черна пешка на бяло поле c6 · черна пешка на бяло поле e6 · черна пешка на черно поле h6 · черна пешка на бяло поле b5 · бяла пешка на черно поле c5 · черна пешка на бяло поле d5 · бяла пешка на черно поле e5 · бяла пешка на черно поле b4 · бяла пешка на черно поле f4 · бял топ на бяло поле g4 · бял офицер на черно поле c3 · бяла пешка на черно поле e3 · бяла пешка на черно поле g3 · бяла пешка на бяло поле a2 · бяла дама на бяло поле c2 · бял цар на бяло поле e2 · бял топ на бяло поле h1 | черен топ на бяло поле a8 · черна пешка на бяло поле c8 · черна дама на бяло поле e8 · черен топ на черно поле f8 · черен цар на бяло поле g8 · черна пешка на черно поле a7 · черна пешка на черно поле g7 · черна пешка на бяло поле c6 · черна пешка на бяло поле e6 · черна пешка на черно поле h6 · черна пешка на бяло поле b5 · бяла пешка на черно поле c5 · черна пешка на бяло поле d5 · бяла пешка на черно поле e5 · бяла пешка на черно поле b4 · бяла пешка на черно поле f4 · бял топ на бяло поле g4 · бял офицер на черно поле c3 · бяла пешка на черно поле e3 · бяла пешка на черно поле g3 · бяла пешка на бяло поле a2 · бяла дама на бяло поле c2 · бял цар на бяло поле e2 · бял топ на бяло поле h1 | черен топ на бяло поле a8 · черна пешка на бяло поле c8 · черна дама на бяло поле e8 · черен топ на черно поле f8 · черен цар на бяло поле g8 · черна пешка на черно поле a7 · черна пешка на черно поле g7 · черна пешка на бяло поле c6 · черна пешка на бяло поле e6 · черна пешка на черно поле h6 · черна пешка на бяло поле b5 · бяла пешка на черно поле c5 · черна пешка на бяло поле d5 · бяла пешка на черно поле e5 · бяла пешка на черно поле b4 · бяла пешка на черно поле f4 · бял топ на бяло поле g4 · бял офицер на черно поле c3 · бяла пешка на черно поле e3 · бяла пешка на черно поле g3 · бяла пешка на бяло поле a2 · бяла дама на бяло поле c2 · бял цар на бяло поле e2 · бял топ на бяло поле h1 | черен топ на бяло поле a8 · черна пешка на бяло поле c8 · черна дама на бяло поле e8 · черен топ на черно поле f8 · черен цар на бяло поле g8 · черна пешка на черно поле a7 · черна пешка на черно поле g7 · черна пешка на бяло поле c6 · черна пешка на бяло поле e6 · черна пешка на черно поле h6 · черна пешка на бяло поле b5 · бяла пешка на черно поле c5 · черна пешка на бяло поле d5 · бяла пешка на черно поле e5 · бяла пешка на черно поле b4 · бяла пешка на черно поле f4 · бял топ на бяло поле g4 · бял офицер на черно поле c3 · бяла пешка на черно поле e3 · бяла пешка на черно поле g3 · бяла пешка на бяло поле a2 · бяла дама на бяло поле c2 · бял цар на бяло поле e2 · бял топ на бяло поле h1 | черен топ на бяло поле a8 · черна пешка на бяло поле c8 · черна дама на бяло поле e8 · черен топ на черно поле f8 · черен цар на бяло поле g8 · черна пешка на черно поле a7 · черна пешка на черно поле g7 · черна пешка на бяло поле c6 · черна пешка на бяло поле e6 · черна пешка на черно поле h6 · черна пешка на бяло поле b5 · бяла пешка на черно поле c5 · черна пешка на бяло поле d5 · бяла пешка на черно поле e5 · бяла пешка на черно поле b4 · бяла пешка на черно поле f4 · бял топ на бяло поле g4 · бял офицер на черно поле c3 · бяла пешка на черно поле e3 · бяла пешка на черно поле g3 · бяла пешка на бяло поле a2 · бяла дама на бяло поле c2 · бял цар на бяло поле e2 · бял топ на бяло поле h1 | 3 |
| 2 | черен топ на бяло поле a8 · черна пешка на бяло поле c8 · черна дама на бяло поле e8 · черен топ на черно поле f8 · черен цар на бяло поле g8 · черна пешка на черно поле a7 · черна пешка на черно поле g7 · черна пешка на бяло поле c6 · черна пешка на бяло поле e6 · черна пешка на черно поле h6 · черна пешка на бяло поле b5 · бяла пешка на черно поле c5 · черна пешка на бяло поле d5 · бяла пешка на черно поле e5 · бяла пешка на черно поле b4 · бяла пешка на черно поле f4 · бял топ на бяло поле g4 · бял офицер на черно поле c3 · бяла пешка на черно поле e3 · бяла пешка на черно поле g3 · бяла пешка на бяло поле a2 · бяла дама на бяло поле c2 · бял цар на бяло поле e2 · бял топ на бяло поле h1 | черен топ на бяло поле a8 · черна пешка на бяло поле c8 · черна дама на бяло поле e8 · черен топ на черно поле f8 · черен цар на бяло поле g8 · черна пешка на черно поле a7 · черна пешка на черно поле g7 · черна пешка на бяло поле c6 · черна пешка на бяло поле e6 · черна пешка на черно поле h6 · черна пешка на бяло поле b5 · бяла пешка на черно поле c5 · черна пешка на бяло поле d5 · бяла пешка на черно поле e5 · бяла пешка на черно поле b4 · бяла пешка на черно поле f4 · бял топ на бяло поле g4 · бял офицер на черно поле c3 · бяла пешка на черно поле e3 · бяла пешка на черно поле g3 · бяла пешка на бяло поле a2 · бяла дама на бяло поле c2 · бял цар на бяло поле e2 · бял топ на бяло поле h1 | черен топ на бяло поле a8 · черна пешка на бяло поле c8 · черна дама на бяло поле e8 · черен топ на черно поле f8 · черен цар на бяло поле g8 · черна пешка на черно поле a7 · черна пешка на черно поле g7 · черна пешка на бяло поле c6 · черна пешка на бяло поле e6 · черна пешка на черно поле h6 · черна пешка на бяло поле b5 · бяла пешка на черно поле c5 · черна пешка на бяло поле d5 · бяла пешка на черно поле e5 · бяла пешка на черно поле b4 · бяла пешка на черно поле f4 · бял топ на бяло поле g4 · бял офицер на черно поле c3 · бяла пешка на черно поле e3 · бяла пешка на черно поле g3 · бяла пешка на бяло поле a2 · бяла дама на бяло поле c2 · бял цар на бяло поле e2 · бял топ на бяло поле h1 | черен топ на бяло поле a8 · черна пешка на бяло поле c8 · черна дама на бяло поле e8 · черен топ на черно поле f8 · черен цар на бяло поле g8 · черна пешка на черно поле a7 · черна пешка на черно поле g7 · черна пешка на бяло поле c6 · черна пешка на бяло поле e6 · черна пешка на черно поле h6 · черна пешка на бяло поле b5 · бяла пешка на черно поле c5 · черна пешка на бяло поле d5 · бяла пешка на черно поле e5 · бяла пешка на черно поле b4 · бяла пешка на черно поле f4 · бял топ на бяло поле g4 · бял офицер на черно поле c3 · бяла пешка на черно поле e3 · бяла пешка на черно поле g3 · бяла пешка на бяло поле a2 · бяла дама на бяло поле c2 · бял цар на бяло поле e2 · бял топ на бяло поле h1 | черен топ на бяло поле a8 · черна пешка на бяло поле c8 · черна дама на бяло поле e8 · черен топ на черно поле f8 · черен цар на бяло поле g8 · черна пешка на черно поле a7 · черна пешка на черно поле g7 · черна пешка на бяло поле c6 · черна пешка на бяло поле e6 · черна пешка на черно поле h6 · черна пешка на бяло поле b5 · бяла пешка на черно поле c5 · черна пешка на бяло поле d5 · бяла пешка на черно поле e5 · бяла пешка на черно поле b4 · бяла пешка на черно поле f4 · бял топ на бяло поле g4 · бял офицер на черно поле c3 · бяла пешка на черно поле e3 · бяла пешка на черно поле g3 · бяла пешка на бяло поле a2 · бяла дама на бяло поле c2 · бял цар на бяло поле e2 · бял топ на бяло поле h1 | черен топ на бяло поле a8 · черна пешка на бяло поле c8 · черна дама на бяло поле e8 · черен топ на черно поле f8 · черен цар на бяло поле g8 · черна пешка на черно поле a7 · черна пешка на черно поле g7 · черна пешка на бяло поле c6 · черна пешка на бяло поле e6 · черна пешка на черно поле h6 · черна пешка на бяло поле b5 · бяла пешка на черно поле c5 · черна пешка на бяло поле d5 · бяла пешка на черно поле e5 · бяла пешка на черно поле b4 · бяла пешка на черно поле f4 · бял топ на бяло поле g4 · бял офицер на черно поле c3 · бяла пешка на черно поле e3 · бяла пешка на черно поле g3 · бяла пешка на бяло поле a2 · бяла дама на бяло поле c2 · бял цар на бяло поле e2 · бял топ на бяло поле h1 | черен топ на бяло поле a8 · черна пешка на бяло поле c8 · черна дама на бяло поле e8 · черен топ на черно поле f8 · черен цар на бяло поле g8 · черна пешка на черно поле a7 · черна пешка на черно поле g7 · черна пешка на бяло поле c6 · черна пешка на бяло поле e6 · черна пешка на черно поле h6 · черна пешка на бяло поле b5 · бяла пешка на черно поле c5 · черна пешка на бяло поле d5 · бяла пешка на черно поле e5 · бяла пешка на черно поле b4 · бяла пешка на черно поле f4 · бял топ на бяло поле g4 · бял офицер на черно поле c3 · бяла пешка на черно поле e3 · бяла пешка на черно поле g3 · бяла пешка на бяло поле a2 · бяла дама на бяло поле c2 · бял цар на бяло поле e2 · бял топ на бяло поле h1 | черен топ на бяло поле a8 · черна пешка на бяло поле c8 · черна дама на бяло поле e8 · черен топ на черно поле f8 · черен цар на бяло поле g8 · черна пешка на черно поле a7 · черна пешка на черно поле g7 · черна пешка на бяло поле c6 · черна пешка на бяло поле e6 · черна пешка на черно поле h6 · черна пешка на бяло поле b5 · бяла пешка на черно поле c5 · черна пешка на бяло поле d5 · бяла пешка на черно поле e5 · бяла пешка на черно поле b4 · бяла пешка на черно поле f4 · бял топ на бяло поле g4 · бял офицер на черно поле c3 · бяла пешка на черно поле e3 · бяла пешка на черно поле g3 · бяла пешка на бяло поле a2 · бяла дама на бяло поле c2 · бял цар на бяло поле e2 · бял топ на бяло поле h1 | 2 |
| 1 | черен топ на бяло поле a8 · черна пешка на бяло поле c8 · черна дама на бяло поле e8 · черен топ на черно поле f8 · черен цар на бяло поле g8 · черна пешка на черно поле a7 · черна пешка на черно поле g7 · черна пешка на бяло поле c6 · черна пешка на бяло поле e6 · черна пешка на черно поле h6 · черна пешка на бяло поле b5 · бяла пешка на черно поле c5 · черна пешка на бяло поле d5 · бяла пешка на черно поле e5 · бяла пешка на черно поле b4 · бяла пешка на черно поле f4 · бял топ на бяло поле g4 · бял офицер на черно поле c3 · бяла пешка на черно поле e3 · бяла пешка на черно поле g3 · бяла пешка на бяло поле a2 · бяла дама на бяло поле c2 · бял цар на бяло поле e2 · бял топ на бяло поле h1 | черен топ на бяло поле a8 · черна пешка на бяло поле c8 · черна дама на бяло поле e8 · черен топ на черно поле f8 · черен цар на бяло поле g8 · черна пешка на черно поле a7 · черна пешка на черно поле g7 · черна пешка на бяло поле c6 · черна пешка на бяло поле e6 · черна пешка на черно поле h6 · черна пешка на бяло поле b5 · бяла пешка на черно поле c5 · черна пешка на бяло поле d5 · бяла пешка на черно поле e5 · бяла пешка на черно поле b4 · бяла пешка на черно поле f4 · бял топ на бяло поле g4 · бял офицер на черно поле c3 · бяла пешка на черно поле e3 · бяла пешка на черно поле g3 · бяла пешка на бяло поле a2 · бяла дама на бяло поле c2 · бял цар на бяло поле e2 · бял топ на бяло поле h1 | черен топ на бяло поле a8 · черна пешка на бяло поле c8 · черна дама на бяло поле e8 · черен топ на черно поле f8 · черен цар на бяло поле g8 · черна пешка на черно поле a7 · черна пешка на черно поле g7 · черна пешка на бяло поле c6 · черна пешка на бяло поле e6 · черна пешка на черно поле h6 · черна пешка на бяло поле b5 · бяла пешка на черно поле c5 · черна пешка на бяло поле d5 · бяла пешка на черно поле e5 · бяла пешка на черно поле b4 · бяла пешка на черно поле f4 · бял топ на бяло поле g4 · бял офицер на черно поле c3 · бяла пешка на черно поле e3 · бяла пешка на черно поле g3 · бяла пешка на бяло поле a2 · бяла дама на бяло поле c2 · бял цар на бяло поле e2 · бял топ на бяло поле h1 | черен топ на бяло поле a8 · черна пешка на бяло поле c8 · черна дама на бяло поле e8 · черен топ на черно поле f8 · черен цар на бяло поле g8 · черна пешка на черно поле a7 · черна пешка на черно поле g7 · черна пешка на бяло поле c6 · черна пешка на бяло поле e6 · черна пешка на черно поле h6 · черна пешка на бяло поле b5 · бяла пешка на черно поле c5 · черна пешка на бяло поле d5 · бяла пешка на черно поле e5 · бяла пешка на черно поле b4 · бяла пешка на черно поле f4 · бял топ на бяло поле g4 · бял офицер на черно поле c3 · бяла пешка на черно поле e3 · бяла пешка на черно поле g3 · бяла пешка на бяло поле a2 · бяла дама на бяло поле c2 · бял цар на бяло поле e2 · бял топ на бяло поле h1 | черен топ на бяло поле a8 · черна пешка на бяло поле c8 · черна дама на бяло поле e8 · черен топ на черно поле f8 · черен цар на бяло поле g8 · черна пешка на черно поле a7 · черна пешка на черно поле g7 · черна пешка на бяло поле c6 · черна пешка на бяло поле e6 · черна пешка на черно поле h6 · черна пешка на бяло поле b5 · бяла пешка на черно поле c5 · черна пешка на бяло поле d5 · бяла пешка на черно поле e5 · бяла пешка на черно поле b4 · бяла пешка на черно поле f4 · бял топ на бяло поле g4 · бял офицер на черно поле c3 · бяла пешка на черно поле e3 · бяла пешка на черно поле g3 · бяла пешка на бяло поле a2 · бяла дама на бяло поле c2 · бял цар на бяло поле e2 · бял топ на бяло поле h1 | черен топ на бяло поле a8 · черна пешка на бяло поле c8 · черна дама на бяло поле e8 · черен топ на черно поле f8 · черен цар на бяло поле g8 · черна пешка на черно поле a7 · черна пешка на черно поле g7 · черна пешка на бяло поле c6 · черна пешка на бяло поле e6 · черна пешка на черно поле h6 · черна пешка на бяло поле b5 · бяла пешка на черно поле c5 · черна пешка на бяло поле d5 · бяла пешка на черно поле e5 · бяла пешка на черно поле b4 · бяла пешка на черно поле f4 · бял топ на бяло поле g4 · бял офицер на черно поле c3 · бяла пешка на черно поле e3 · бяла пешка на черно поле g3 · бяла пешка на бяло поле a2 · бяла дама на бяло поле c2 · бял цар на бяло поле e2 · бял топ на бяло поле h1 | черен топ на бяло поле a8 · черна пешка на бяло поле c8 · черна дама на бяло поле e8 · черен топ на черно поле f8 · черен цар на бяло поле g8 · черна пешка на черно поле a7 · черна пешка на черно поле g7 · черна пешка на бяло поле c6 · черна пешка на бяло поле e6 · черна пешка на черно поле h6 · черна пешка на бяло поле b5 · бяла пешка на черно поле c5 · черна пешка на бяло поле d5 · бяла пешка на черно поле e5 · бяла пешка на черно поле b4 · бяла пешка на черно поле f4 · бял топ на бяло поле g4 · бял офицер на черно поле c3 · бяла пешка на черно поле e3 · бяла пешка на черно поле g3 · бяла пешка на бяло поле a2 · бяла дама на бяло поле c2 · бял цар на бяло поле e2 · бял топ на бяло поле h1 | черен топ на бяло поле a8 · черна пешка на бяло поле c8 · черна дама на бяло поле e8 · черен топ на черно поле f8 · черен цар на бяло поле g8 · черна пешка на черно поле a7 · черна пешка на черно поле g7 · черна пешка на бяло поле c6 · черна пешка на бяло поле e6 · черна пешка на черно поле h6 · черна пешка на бяло поле b5 · бяла пешка на черно поле c5 · черна пешка на бяло поле d5 · бяла пешка на черно поле e5 · бяла пешка на черно поле b4 · бяла пешка на черно поле f4 · бял топ на бяло поле g4 · бял офицер на черно поле c3 · бяла пешка на черно поле e3 · бяла пешка на черно поле g3 · бяла пешка на бяло поле a2 · бяла дама на бяло поле c2 · бял цар на бяло поле e2 · бял топ на бяло поле h1 | 1 |
|   | a | b | c | d | e | f | g | h |   |

1. d4 Кf6; 2. c4 e6; 3. Кf3 b6; 4. g3 Оа6; 5. b3 Оb4; 6. Оd2 Ое7; 7. Оg2 c6; 8. O-O d5; 9. Ке5 Кfd7; 10. К:d7 К:d7; 11. Ос3 O-O; 12. Кd2 f5; 13. Tc1 Оа3; 14. Tb1 Оd6; 15. b4 Дс8; 16. Дb3 b5; 17. c5 Ос7; 18. e3 Де8; 19. f4 h6; 20. Кf3 Цh7 ?;
В позицията на диаграма 1 Жужа Полгар започва подготовка за атака на царския фланг. 21. Цf2 Кf6. Заплашва Ке4+ или Kg4+ с печалба на пешка, но Полгар съзнателно я жертва за инициатива. 22. Ке5! О:e5; 23. d:e5 Кg4+; 24. Це2 К:h2 ?; 25. Тh1 Кg4; 26. Оf3 Дg6; 27. Тh4 Цg8 ?; 28.Дс2 Де8 ? Отслабва позицията на черните и връща спечелената пешка, а белите турове заемат откритата линия h. 29. Тbh1 Ос8; 30. O:g4 f:g4; 31. Т:g4! (диаграма 2) Цh8 ?; Заплашваше 32. Т:h6!, но по-добре е 31. ...Цf7, което удължава играта: 32. Дg6+ Це7; 33. Д:g7+ Tf7; 34. Д:h6 Дf8; 35. Д:f8 T:f8; 36. Tg7+ Tf7; 37. Thh7 T:g7; 38. T:g7+ Цd8; 39. g4 a5; 40. a3 a:b4; 41. O:b4 Od7; 42. Tg8+ Oe8; 43. f5 e:f5; 44. g:f5 Ta7; 45. Цf3 Tf7; 46. Цf4 Це7; 47. Tg6 Цf8; 48. e6 Th7; 49. Tg4 Th2; 50. e5 Th7; 51. Tg4 Th3; 52. f6 Th1; 53. Цf5 Th1+; 54. Tf4 Te1; 55. Tf3 Th1; 56. Це5 Тf5+; 57. Цd6 d4; 58. e:d4 Td5+; 59. Цс7 T:d4; 60. f7 Te4; 61. f;e8Д+ Ц:е8; 62. Тf6 Це7; 63. Th6 T:e6 64. T:e6 Ц:e6; 65. Ц:с6 Це7; 66. Ц:b5 и с офицер и 2 пешки повече белите печелят (диаграма 3). В партията следва 32. Тg6 Дf7; 33. g4! Атакува свързаната пешка на h6. Черният цар се освобождава от нея, но попада под нова свръзка на h7 и в неспасяема позиция. 33. ...Цg8; 34. Тh:h6 a5 ?; 35. Тg5 a:b4 ??; 36. Дh7 мат! (диаграма 4).
|   | a | b | c | d | e | f | g | h |   |
| 8 | черен цар на черно поле e7 · бял цар на бяло поле b5 · бяла пешка на черно поле c5 · бял офицер на черно поле b4 · бяла пешка на черно поле a3 | черен цар на черно поле e7 · бял цар на бяло поле b5 · бяла пешка на черно поле c5 · бял офицер на черно поле b4 · бяла пешка на черно поле a3 | черен цар на черно поле e7 · бял цар на бяло поле b5 · бяла пешка на черно поле c5 · бял офицер на черно поле b4 · бяла пешка на черно поле a3 | черен цар на черно поле e7 · бял цар на бяло поле b5 · бяла пешка на черно поле c5 · бял офицер на черно поле b4 · бяла пешка на черно поле a3 | черен цар на черно поле e7 · бял цар на бяло поле b5 · бяла пешка на черно поле c5 · бял офицер на черно поле b4 · бяла пешка на черно поле a3 | черен цар на черно поле e7 · бял цар на бяло поле b5 · бяла пешка на черно поле c5 · бял офицер на черно поле b4 · бяла пешка на черно поле a3 | черен цар на черно поле e7 · бял цар на бяло поле b5 · бяла пешка на черно поле c5 · бял офицер на черно поле b4 · бяла пешка на черно поле a3 | черен цар на черно поле e7 · бял цар на бяло поле b5 · бяла пешка на черно поле c5 · бял офицер на черно поле b4 · бяла пешка на черно поле a3 | 8 |
| 7 | черен цар на черно поле e7 · бял цар на бяло поле b5 · бяла пешка на черно поле c5 · бял офицер на черно поле b4 · бяла пешка на черно поле a3 | черен цар на черно поле e7 · бял цар на бяло поле b5 · бяла пешка на черно поле c5 · бял офицер на черно поле b4 · бяла пешка на черно поле a3 | черен цар на черно поле e7 · бял цар на бяло поле b5 · бяла пешка на черно поле c5 · бял офицер на черно поле b4 · бяла пешка на черно поле a3 | черен цар на черно поле e7 · бял цар на бяло поле b5 · бяла пешка на черно поле c5 · бял офицер на черно поле b4 · бяла пешка на черно поле a3 | черен цар на черно поле e7 · бял цар на бяло поле b5 · бяла пешка на черно поле c5 · бял офицер на черно поле b4 · бяла пешка на черно поле a3 | черен цар на черно поле e7 · бял цар на бяло поле b5 · бяла пешка на черно поле c5 · бял офицер на черно поле b4 · бяла пешка на черно поле a3 | черен цар на черно поле e7 · бял цар на бяло поле b5 · бяла пешка на черно поле c5 · бял офицер на черно поле b4 · бяла пешка на черно поле a3 | черен цар на черно поле e7 · бял цар на бяло поле b5 · бяла пешка на черно поле c5 · бял офицер на черно поле b4 · бяла пешка на черно поле a3 | 7 |
| 6 | черен цар на черно поле e7 · бял цар на бяло поле b5 · бяла пешка на черно поле c5 · бял офицер на черно поле b4 · бяла пешка на черно поле a3 | черен цар на черно поле e7 · бял цар на бяло поле b5 · бяла пешка на черно поле c5 · бял офицер на черно поле b4 · бяла пешка на черно поле a3 | черен цар на черно поле e7 · бял цар на бяло поле b5 · бяла пешка на черно поле c5 · бял офицер на черно поле b4 · бяла пешка на черно поле a3 | черен цар на черно поле e7 · бял цар на бяло поле b5 · бяла пешка на черно поле c5 · бял офицер на черно поле b4 · бяла пешка на черно поле a3 | черен цар на черно поле e7 · бял цар на бяло поле b5 · бяла пешка на черно поле c5 · бял офицер на черно поле b4 · бяла пешка на черно поле a3 | черен цар на черно поле e7 · бял цар на бяло поле b5 · бяла пешка на черно поле c5 · бял офицер на черно поле b4 · бяла пешка на черно поле a3 | черен цар на черно поле e7 · бял цар на бяло поле b5 · бяла пешка на черно поле c5 · бял офицер на черно поле b4 · бяла пешка на черно поле a3 | черен цар на черно поле e7 · бял цар на бяло поле b5 · бяла пешка на черно поле c5 · бял офицер на черно поле b4 · бяла пешка на черно поле a3 | 6 |
| 5 | черен цар на черно поле e7 · бял цар на бяло поле b5 · бяла пешка на черно поле c5 · бял офицер на черно поле b4 · бяла пешка на черно поле a3 | черен цар на черно поле e7 · бял цар на бяло поле b5 · бяла пешка на черно поле c5 · бял офицер на черно поле b4 · бяла пешка на черно поле a3 | черен цар на черно поле e7 · бял цар на бяло поле b5 · бяла пешка на черно поле c5 · бял офицер на черно поле b4 · бяла пешка на черно поле a3 | черен цар на черно поле e7 · бял цар на бяло поле b5 · бяла пешка на черно поле c5 · бял офицер на черно поле b4 · бяла пешка на черно поле a3 | черен цар на черно поле e7 · бял цар на бяло поле b5 · бяла пешка на черно поле c5 · бял офицер на черно поле b4 · бяла пешка на черно поле a3 | черен цар на черно поле e7 · бял цар на бяло поле b5 · бяла пешка на черно поле c5 · бял офицер на черно поле b4 · бяла пешка на черно поле a3 | черен цар на черно поле e7 · бял цар на бяло поле b5 · бяла пешка на черно поле c5 · бял офицер на черно поле b4 · бяла пешка на черно поле a3 | черен цар на черно поле e7 · бял цар на бяло поле b5 · бяла пешка на черно поле c5 · бял офицер на черно поле b4 · бяла пешка на черно поле a3 | 5 |
| 4 | черен цар на черно поле e7 · бял цар на бяло поле b5 · бяла пешка на черно поле c5 · бял офицер на черно поле b4 · бяла пешка на черно поле a3 | черен цар на черно поле e7 · бял цар на бяло поле b5 · бяла пешка на черно поле c5 · бял офицер на черно поле b4 · бяла пешка на черно поле a3 | черен цар на черно поле e7 · бял цар на бяло поле b5 · бяла пешка на черно поле c5 · бял офицер на черно поле b4 · бяла пешка на черно поле a3 | черен цар на черно поле e7 · бял цар на бяло поле b5 · бяла пешка на черно поле c5 · бял офицер на черно поле b4 · бяла пешка на черно поле a3 | черен цар на черно поле e7 · бял цар на бяло поле b5 · бяла пешка на черно поле c5 · бял офицер на черно поле b4 · бяла пешка на черно поле a3 | черен цар на черно поле e7 · бял цар на бяло поле b5 · бяла пешка на черно поле c5 · бял офицер на черно поле b4 · бяла пешка на черно поле a3 | черен цар на черно поле e7 · бял цар на бяло поле b5 · бяла пешка на черно поле c5 · бял офицер на черно поле b4 · бяла пешка на черно поле a3 | черен цар на черно поле e7 · бял цар на бяло поле b5 · бяла пешка на черно поле c5 · бял офицер на черно поле b4 · бяла пешка на черно поле a3 | 4 |
| 3 | черен цар на черно поле e7 · бял цар на бяло поле b5 · бяла пешка на черно поле c5 · бял офицер на черно поле b4 · бяла пешка на черно поле a3 | черен цар на черно поле e7 · бял цар на бяло поле b5 · бяла пешка на черно поле c5 · бял офицер на черно поле b4 · бяла пешка на черно поле a3 | черен цар на черно поле e7 · бял цар на бяло поле b5 · бяла пешка на черно поле c5 · бял офицер на черно поле b4 · бяла пешка на черно поле a3 | черен цар на черно поле e7 · бял цар на бяло поле b5 · бяла пешка на черно поле c5 · бял офицер на черно поле b4 · бяла пешка на черно поле a3 | черен цар на черно поле e7 · бял цар на бяло поле b5 · бяла пешка на черно поле c5 · бял офицер на черно поле b4 · бяла пешка на черно поле a3 | черен цар на черно поле e7 · бял цар на бяло поле b5 · бяла пешка на черно поле c5 · бял офицер на черно поле b4 · бяла пешка на черно поле a3 | черен цар на черно поле e7 · бял цар на бяло поле b5 · бяла пешка на черно поле c5 · бял офицер на черно поле b4 · бяла пешка на черно поле a3 | черен цар на черно поле e7 · бял цар на бяло поле b5 · бяла пешка на черно поле c5 · бял офицер на черно поле b4 · бяла пешка на черно поле a3 | 3 |
| 2 | черен цар на черно поле e7 · бял цар на бяло поле b5 · бяла пешка на черно поле c5 · бял офицер на черно поле b4 · бяла пешка на черно поле a3 | черен цар на черно поле e7 · бял цар на бяло поле b5 · бяла пешка на черно поле c5 · бял офицер на черно поле b4 · бяла пешка на черно поле a3 | черен цар на черно поле e7 · бял цар на бяло поле b5 · бяла пешка на черно поле c5 · бял офицер на черно поле b4 · бяла пешка на черно поле a3 | черен цар на черно поле e7 · бял цар на бяло поле b5 · бяла пешка на черно поле c5 · бял офицер на черно поле b4 · бяла пешка на черно поле a3 | черен цар на черно поле e7 · бял цар на бяло поле b5 · бяла пешка на черно поле c5 · бял офицер на черно поле b4 · бяла пешка на черно поле a3 | черен цар на черно поле e7 · бял цар на бяло поле b5 · бяла пешка на черно поле c5 · бял офицер на черно поле b4 · бяла пешка на черно поле a3 | черен цар на черно поле e7 · бял цар на бяло поле b5 · бяла пешка на черно поле c5 · бял офицер на черно поле b4 · бяла пешка на черно поле a3 | черен цар на черно поле e7 · бял цар на бяло поле b5 · бяла пешка на черно поле c5 · бял офицер на черно поле b4 · бяла пешка на черно поле a3 | 2 |
| 1 | черен цар на черно поле e7 · бял цар на бяло поле b5 · бяла пешка на черно поле c5 · бял офицер на черно поле b4 · бяла пешка на черно поле a3 | черен цар на черно поле e7 · бял цар на бяло поле b5 · бяла пешка на черно поле c5 · бял офицер на черно поле b4 · бяла пешка на черно поле a3 | черен цар на черно поле e7 · бял цар на бяло поле b5 · бяла пешка на черно поле c5 · бял офицер на черно поле b4 · бяла пешка на черно поле a3 | черен цар на черно поле e7 · бял цар на бяло поле b5 · бяла пешка на черно поле c5 · бял офицер на черно поле b4 · бяла пешка на черно поле a3 | черен цар на черно поле e7 · бял цар на бяло поле b5 · бяла пешка на черно поле c5 · бял офицер на черно поле b4 · бяла пешка на черно поле a3 | черен цар на черно поле e7 · бял цар на бяло поле b5 · бяла пешка на черно поле c5 · бял офицер на черно поле b4 · бяла пешка на черно поле a3 | черен цар на черно поле e7 · бял цар на бяло поле b5 · бяла пешка на черно поле c5 · бял офицер на черно поле b4 · бяла пешка на черно поле a3 | черен цар на черно поле e7 · бял цар на бяло поле b5 · бяла пешка на черно поле c5 · бял офицер на черно поле b4 · бяла пешка на черно поле a3 | 1 |
|   | a | b | c | d | e | f | g | h |   |

|   | a | b | c | d | e | f | g | h |   |
| 8 | черен топ на бяло поле a8 · черна пешка на бяло поле c8 · черен топ на черно поле f8 · черен цар на бяло поле g8 · черна дама на бяло поле f7 · черна пешка на черно поле g7 · бяла дама на бяло поле h7 · черна пешка на бяло поле c6 · черна пешка на бяло поле e6 · бял топ на черно поле h6 · черна пешка на бяло поле b5 · бяла пешка на черно поле c5 · черна пешка на бяло поле d5 · бяла пешка на черно поле e5 · бял топ на черно поле g5 · бяла пешка на черно поле b4 · бяла пешка на черно поле f4 · бял офицер на черно поле c3 · бяла пешка на черно поле e3 · бяла пешка на черно поле g3 · бяла пешка на бяло поле a2 · бял цар на бяло поле e2 | черен топ на бяло поле a8 · черна пешка на бяло поле c8 · черен топ на черно поле f8 · черен цар на бяло поле g8 · черна дама на бяло поле f7 · черна пешка на черно поле g7 · бяла дама на бяло поле h7 · черна пешка на бяло поле c6 · черна пешка на бяло поле e6 · бял топ на черно поле h6 · черна пешка на бяло поле b5 · бяла пешка на черно поле c5 · черна пешка на бяло поле d5 · бяла пешка на черно поле e5 · бял топ на черно поле g5 · бяла пешка на черно поле b4 · бяла пешка на черно поле f4 · бял офицер на черно поле c3 · бяла пешка на черно поле e3 · бяла пешка на черно поле g3 · бяла пешка на бяло поле a2 · бял цар на бяло поле e2 | черен топ на бяло поле a8 · черна пешка на бяло поле c8 · черен топ на черно поле f8 · черен цар на бяло поле g8 · черна дама на бяло поле f7 · черна пешка на черно поле g7 · бяла дама на бяло поле h7 · черна пешка на бяло поле c6 · черна пешка на бяло поле e6 · бял топ на черно поле h6 · черна пешка на бяло поле b5 · бяла пешка на черно поле c5 · черна пешка на бяло поле d5 · бяла пешка на черно поле e5 · бял топ на черно поле g5 · бяла пешка на черно поле b4 · бяла пешка на черно поле f4 · бял офицер на черно поле c3 · бяла пешка на черно поле e3 · бяла пешка на черно поле g3 · бяла пешка на бяло поле a2 · бял цар на бяло поле e2 | черен топ на бяло поле a8 · черна пешка на бяло поле c8 · черен топ на черно поле f8 · черен цар на бяло поле g8 · черна дама на бяло поле f7 · черна пешка на черно поле g7 · бяла дама на бяло поле h7 · черна пешка на бяло поле c6 · черна пешка на бяло поле e6 · бял топ на черно поле h6 · черна пешка на бяло поле b5 · бяла пешка на черно поле c5 · черна пешка на бяло поле d5 · бяла пешка на черно поле e5 · бял топ на черно поле g5 · бяла пешка на черно поле b4 · бяла пешка на черно поле f4 · бял офицер на черно поле c3 · бяла пешка на черно поле e3 · бяла пешка на черно поле g3 · бяла пешка на бяло поле a2 · бял цар на бяло поле e2 | черен топ на бяло поле a8 · черна пешка на бяло поле c8 · черен топ на черно поле f8 · черен цар на бяло поле g8 · черна дама на бяло поле f7 · черна пешка на черно поле g7 · бяла дама на бяло поле h7 · черна пешка на бяло поле c6 · черна пешка на бяло поле e6 · бял топ на черно поле h6 · черна пешка на бяло поле b5 · бяла пешка на черно поле c5 · черна пешка на бяло поле d5 · бяла пешка на черно поле e5 · бял топ на черно поле g5 · бяла пешка на черно поле b4 · бяла пешка на черно поле f4 · бял офицер на черно поле c3 · бяла пешка на черно поле e3 · бяла пешка на черно поле g3 · бяла пешка на бяло поле a2 · бял цар на бяло поле e2 | черен топ на бяло поле a8 · черна пешка на бяло поле c8 · черен топ на черно поле f8 · черен цар на бяло поле g8 · черна дама на бяло поле f7 · черна пешка на черно поле g7 · бяла дама на бяло поле h7 · черна пешка на бяло поле c6 · черна пешка на бяло поле e6 · бял топ на черно поле h6 · черна пешка на бяло поле b5 · бяла пешка на черно поле c5 · черна пешка на бяло поле d5 · бяла пешка на черно поле e5 · бял топ на черно поле g5 · бяла пешка на черно поле b4 · бяла пешка на черно поле f4 · бял офицер на черно поле c3 · бяла пешка на черно поле e3 · бяла пешка на черно поле g3 · бяла пешка на бяло поле a2 · бял цар на бяло поле e2 | черен топ на бяло поле a8 · черна пешка на бяло поле c8 · черен топ на черно поле f8 · черен цар на бяло поле g8 · черна дама на бяло поле f7 · черна пешка на черно поле g7 · бяла дама на бяло поле h7 · черна пешка на бяло поле c6 · черна пешка на бяло поле e6 · бял топ на черно поле h6 · черна пешка на бяло поле b5 · бяла пешка на черно поле c5 · черна пешка на бяло поле d5 · бяла пешка на черно поле e5 · бял топ на черно поле g5 · бяла пешка на черно поле b4 · бяла пешка на черно поле f4 · бял офицер на черно поле c3 · бяла пешка на черно поле e3 · бяла пешка на черно поле g3 · бяла пешка на бяло поле a2 · бял цар на бяло поле e2 | черен топ на бяло поле a8 · черна пешка на бяло поле c8 · черен топ на черно поле f8 · черен цар на бяло поле g8 · черна дама на бяло поле f7 · черна пешка на черно поле g7 · бяла дама на бяло поле h7 · черна пешка на бяло поле c6 · черна пешка на бяло поле e6 · бял топ на черно поле h6 · черна пешка на бяло поле b5 · бяла пешка на черно поле c5 · черна пешка на бяло поле d5 · бяла пешка на черно поле e5 · бял топ на черно поле g5 · бяла пешка на черно поле b4 · бяла пешка на черно поле f4 · бял офицер на черно поле c3 · бяла пешка на черно поле e3 · бяла пешка на черно поле g3 · бяла пешка на бяло поле a2 · бял цар на бяло поле e2 | 8 |
| 7 | черен топ на бяло поле a8 · черна пешка на бяло поле c8 · черен топ на черно поле f8 · черен цар на бяло поле g8 · черна дама на бяло поле f7 · черна пешка на черно поле g7 · бяла дама на бяло поле h7 · черна пешка на бяло поле c6 · черна пешка на бяло поле e6 · бял топ на черно поле h6 · черна пешка на бяло поле b5 · бяла пешка на черно поле c5 · черна пешка на бяло поле d5 · бяла пешка на черно поле e5 · бял топ на черно поле g5 · бяла пешка на черно поле b4 · бяла пешка на черно поле f4 · бял офицер на черно поле c3 · бяла пешка на черно поле e3 · бяла пешка на черно поле g3 · бяла пешка на бяло поле a2 · бял цар на бяло поле e2 | черен топ на бяло поле a8 · черна пешка на бяло поле c8 · черен топ на черно поле f8 · черен цар на бяло поле g8 · черна дама на бяло поле f7 · черна пешка на черно поле g7 · бяла дама на бяло поле h7 · черна пешка на бяло поле c6 · черна пешка на бяло поле e6 · бял топ на черно поле h6 · черна пешка на бяло поле b5 · бяла пешка на черно поле c5 · черна пешка на бяло поле d5 · бяла пешка на черно поле e5 · бял топ на черно поле g5 · бяла пешка на черно поле b4 · бяла пешка на черно поле f4 · бял офицер на черно поле c3 · бяла пешка на черно поле e3 · бяла пешка на черно поле g3 · бяла пешка на бяло поле a2 · бял цар на бяло поле e2 | черен топ на бяло поле a8 · черна пешка на бяло поле c8 · черен топ на черно поле f8 · черен цар на бяло поле g8 · черна дама на бяло поле f7 · черна пешка на черно поле g7 · бяла дама на бяло поле h7 · черна пешка на бяло поле c6 · черна пешка на бяло поле e6 · бял топ на черно поле h6 · черна пешка на бяло поле b5 · бяла пешка на черно поле c5 · черна пешка на бяло поле d5 · бяла пешка на черно поле e5 · бял топ на черно поле g5 · бяла пешка на черно поле b4 · бяла пешка на черно поле f4 · бял офицер на черно поле c3 · бяла пешка на черно поле e3 · бяла пешка на черно поле g3 · бяла пешка на бяло поле a2 · бял цар на бяло поле e2 | черен топ на бяло поле a8 · черна пешка на бяло поле c8 · черен топ на черно поле f8 · черен цар на бяло поле g8 · черна дама на бяло поле f7 · черна пешка на черно поле g7 · бяла дама на бяло поле h7 · черна пешка на бяло поле c6 · черна пешка на бяло поле e6 · бял топ на черно поле h6 · черна пешка на бяло поле b5 · бяла пешка на черно поле c5 · черна пешка на бяло поле d5 · бяла пешка на черно поле e5 · бял топ на черно поле g5 · бяла пешка на черно поле b4 · бяла пешка на черно поле f4 · бял офицер на черно поле c3 · бяла пешка на черно поле e3 · бяла пешка на черно поле g3 · бяла пешка на бяло поле a2 · бял цар на бяло поле e2 | черен топ на бяло поле a8 · черна пешка на бяло поле c8 · черен топ на черно поле f8 · черен цар на бяло поле g8 · черна дама на бяло поле f7 · черна пешка на черно поле g7 · бяла дама на бяло поле h7 · черна пешка на бяло поле c6 · черна пешка на бяло поле e6 · бял топ на черно поле h6 · черна пешка на бяло поле b5 · бяла пешка на черно поле c5 · черна пешка на бяло поле d5 · бяла пешка на черно поле e5 · бял топ на черно поле g5 · бяла пешка на черно поле b4 · бяла пешка на черно поле f4 · бял офицер на черно поле c3 · бяла пешка на черно поле e3 · бяла пешка на черно поле g3 · бяла пешка на бяло поле a2 · бял цар на бяло поле e2 | черен топ на бяло поле a8 · черна пешка на бяло поле c8 · черен топ на черно поле f8 · черен цар на бяло поле g8 · черна дама на бяло поле f7 · черна пешка на черно поле g7 · бяла дама на бяло поле h7 · черна пешка на бяло поле c6 · черна пешка на бяло поле e6 · бял топ на черно поле h6 · черна пешка на бяло поле b5 · бяла пешка на черно поле c5 · черна пешка на бяло поле d5 · бяла пешка на черно поле e5 · бял топ на черно поле g5 · бяла пешка на черно поле b4 · бяла пешка на черно поле f4 · бял офицер на черно поле c3 · бяла пешка на черно поле e3 · бяла пешка на черно поле g3 · бяла пешка на бяло поле a2 · бял цар на бяло поле e2 | черен топ на бяло поле a8 · черна пешка на бяло поле c8 · черен топ на черно поле f8 · черен цар на бяло поле g8 · черна дама на бяло поле f7 · черна пешка на черно поле g7 · бяла дама на бяло поле h7 · черна пешка на бяло поле c6 · черна пешка на бяло поле e6 · бял топ на черно поле h6 · черна пешка на бяло поле b5 · бяла пешка на черно поле c5 · черна пешка на бяло поле d5 · бяла пешка на черно поле e5 · бял топ на черно поле g5 · бяла пешка на черно поле b4 · бяла пешка на черно поле f4 · бял офицер на черно поле c3 · бяла пешка на черно поле e3 · бяла пешка на черно поле g3 · бяла пешка на бяло поле a2 · бял цар на бяло поле e2 | черен топ на бяло поле a8 · черна пешка на бяло поле c8 · черен топ на черно поле f8 · черен цар на бяло поле g8 · черна дама на бяло поле f7 · черна пешка на черно поле g7 · бяла дама на бяло поле h7 · черна пешка на бяло поле c6 · черна пешка на бяло поле e6 · бял топ на черно поле h6 · черна пешка на бяло поле b5 · бяла пешка на черно поле c5 · черна пешка на бяло поле d5 · бяла пешка на черно поле e5 · бял топ на черно поле g5 · бяла пешка на черно поле b4 · бяла пешка на черно поле f4 · бял офицер на черно поле c3 · бяла пешка на черно поле e3 · бяла пешка на черно поле g3 · бяла пешка на бяло поле a2 · бял цар на бяло поле e2 | 7 |
| 6 | черен топ на бяло поле a8 · черна пешка на бяло поле c8 · черен топ на черно поле f8 · черен цар на бяло поле g8 · черна дама на бяло поле f7 · черна пешка на черно поле g7 · бяла дама на бяло поле h7 · черна пешка на бяло поле c6 · черна пешка на бяло поле e6 · бял топ на черно поле h6 · черна пешка на бяло поле b5 · бяла пешка на черно поле c5 · черна пешка на бяло поле d5 · бяла пешка на черно поле e5 · бял топ на черно поле g5 · бяла пешка на черно поле b4 · бяла пешка на черно поле f4 · бял офицер на черно поле c3 · бяла пешка на черно поле e3 · бяла пешка на черно поле g3 · бяла пешка на бяло поле a2 · бял цар на бяло поле e2 | черен топ на бяло поле a8 · черна пешка на бяло поле c8 · черен топ на черно поле f8 · черен цар на бяло поле g8 · черна дама на бяло поле f7 · черна пешка на черно поле g7 · бяла дама на бяло поле h7 · черна пешка на бяло поле c6 · черна пешка на бяло поле e6 · бял топ на черно поле h6 · черна пешка на бяло поле b5 · бяла пешка на черно поле c5 · черна пешка на бяло поле d5 · бяла пешка на черно поле e5 · бял топ на черно поле g5 · бяла пешка на черно поле b4 · бяла пешка на черно поле f4 · бял офицер на черно поле c3 · бяла пешка на черно поле e3 · бяла пешка на черно поле g3 · бяла пешка на бяло поле a2 · бял цар на бяло поле e2 | черен топ на бяло поле a8 · черна пешка на бяло поле c8 · черен топ на черно поле f8 · черен цар на бяло поле g8 · черна дама на бяло поле f7 · черна пешка на черно поле g7 · бяла дама на бяло поле h7 · черна пешка на бяло поле c6 · черна пешка на бяло поле e6 · бял топ на черно поле h6 · черна пешка на бяло поле b5 · бяла пешка на черно поле c5 · черна пешка на бяло поле d5 · бяла пешка на черно поле e5 · бял топ на черно поле g5 · бяла пешка на черно поле b4 · бяла пешка на черно поле f4 · бял офицер на черно поле c3 · бяла пешка на черно поле e3 · бяла пешка на черно поле g3 · бяла пешка на бяло поле a2 · бял цар на бяло поле e2 | черен топ на бяло поле a8 · черна пешка на бяло поле c8 · черен топ на черно поле f8 · черен цар на бяло поле g8 · черна дама на бяло поле f7 · черна пешка на черно поле g7 · бяла дама на бяло поле h7 · черна пешка на бяло поле c6 · черна пешка на бяло поле e6 · бял топ на черно поле h6 · черна пешка на бяло поле b5 · бяла пешка на черно поле c5 · черна пешка на бяло поле d5 · бяла пешка на черно поле e5 · бял топ на черно поле g5 · бяла пешка на черно поле b4 · бяла пешка на черно поле f4 · бял офицер на черно поле c3 · бяла пешка на черно поле e3 · бяла пешка на черно поле g3 · бяла пешка на бяло поле a2 · бял цар на бяло поле e2 | черен топ на бяло поле a8 · черна пешка на бяло поле c8 · черен топ на черно поле f8 · черен цар на бяло поле g8 · черна дама на бяло поле f7 · черна пешка на черно поле g7 · бяла дама на бяло поле h7 · черна пешка на бяло поле c6 · черна пешка на бяло поле e6 · бял топ на черно поле h6 · черна пешка на бяло поле b5 · бяла пешка на черно поле c5 · черна пешка на бяло поле d5 · бяла пешка на черно поле e5 · бял топ на черно поле g5 · бяла пешка на черно поле b4 · бяла пешка на черно поле f4 · бял офицер на черно поле c3 · бяла пешка на черно поле e3 · бяла пешка на черно поле g3 · бяла пешка на бяло поле a2 · бял цар на бяло поле e2 | черен топ на бяло поле a8 · черна пешка на бяло поле c8 · черен топ на черно поле f8 · черен цар на бяло поле g8 · черна дама на бяло поле f7 · черна пешка на черно поле g7 · бяла дама на бяло поле h7 · черна пешка на бяло поле c6 · черна пешка на бяло поле e6 · бял топ на черно поле h6 · черна пешка на бяло поле b5 · бяла пешка на черно поле c5 · черна пешка на бяло поле d5 · бяла пешка на черно поле e5 · бял топ на черно поле g5 · бяла пешка на черно поле b4 · бяла пешка на черно поле f4 · бял офицер на черно поле c3 · бяла пешка на черно поле e3 · бяла пешка на черно поле g3 · бяла пешка на бяло поле a2 · бял цар на бяло поле e2 | черен топ на бяло поле a8 · черна пешка на бяло поле c8 · черен топ на черно поле f8 · черен цар на бяло поле g8 · черна дама на бяло поле f7 · черна пешка на черно поле g7 · бяла дама на бяло поле h7 · черна пешка на бяло поле c6 · черна пешка на бяло поле e6 · бял топ на черно поле h6 · черна пешка на бяло поле b5 · бяла пешка на черно поле c5 · черна пешка на бяло поле d5 · бяла пешка на черно поле e5 · бял топ на черно поле g5 · бяла пешка на черно поле b4 · бяла пешка на черно поле f4 · бял офицер на черно поле c3 · бяла пешка на черно поле e3 · бяла пешка на черно поле g3 · бяла пешка на бяло поле a2 · бял цар на бяло поле e2 | черен топ на бяло поле a8 · черна пешка на бяло поле c8 · черен топ на черно поле f8 · черен цар на бяло поле g8 · черна дама на бяло поле f7 · черна пешка на черно поле g7 · бяла дама на бяло поле h7 · черна пешка на бяло поле c6 · черна пешка на бяло поле e6 · бял топ на черно поле h6 · черна пешка на бяло поле b5 · бяла пешка на черно поле c5 · черна пешка на бяло поле d5 · бяла пешка на черно поле e5 · бял топ на черно поле g5 · бяла пешка на черно поле b4 · бяла пешка на черно поле f4 · бял офицер на черно поле c3 · бяла пешка на черно поле e3 · бяла пешка на черно поле g3 · бяла пешка на бяло поле a2 · бял цар на бяло поле e2 | 6 |
| 5 | черен топ на бяло поле a8 · черна пешка на бяло поле c8 · черен топ на черно поле f8 · черен цар на бяло поле g8 · черна дама на бяло поле f7 · черна пешка на черно поле g7 · бяла дама на бяло поле h7 · черна пешка на бяло поле c6 · черна пешка на бяло поле e6 · бял топ на черно поле h6 · черна пешка на бяло поле b5 · бяла пешка на черно поле c5 · черна пешка на бяло поле d5 · бяла пешка на черно поле e5 · бял топ на черно поле g5 · бяла пешка на черно поле b4 · бяла пешка на черно поле f4 · бял офицер на черно поле c3 · бяла пешка на черно поле e3 · бяла пешка на черно поле g3 · бяла пешка на бяло поле a2 · бял цар на бяло поле e2 | черен топ на бяло поле a8 · черна пешка на бяло поле c8 · черен топ на черно поле f8 · черен цар на бяло поле g8 · черна дама на бяло поле f7 · черна пешка на черно поле g7 · бяла дама на бяло поле h7 · черна пешка на бяло поле c6 · черна пешка на бяло поле e6 · бял топ на черно поле h6 · черна пешка на бяло поле b5 · бяла пешка на черно поле c5 · черна пешка на бяло поле d5 · бяла пешка на черно поле e5 · бял топ на черно поле g5 · бяла пешка на черно поле b4 · бяла пешка на черно поле f4 · бял офицер на черно поле c3 · бяла пешка на черно поле e3 · бяла пешка на черно поле g3 · бяла пешка на бяло поле a2 · бял цар на бяло поле e2 | черен топ на бяло поле a8 · черна пешка на бяло поле c8 · черен топ на черно поле f8 · черен цар на бяло поле g8 · черна дама на бяло поле f7 · черна пешка на черно поле g7 · бяла дама на бяло поле h7 · черна пешка на бяло поле c6 · черна пешка на бяло поле e6 · бял топ на черно поле h6 · черна пешка на бяло поле b5 · бяла пешка на черно поле c5 · черна пешка на бяло поле d5 · бяла пешка на черно поле e5 · бял топ на черно поле g5 · бяла пешка на черно поле b4 · бяла пешка на черно поле f4 · бял офицер на черно поле c3 · бяла пешка на черно поле e3 · бяла пешка на черно поле g3 · бяла пешка на бяло поле a2 · бял цар на бяло поле e2 | черен топ на бяло поле a8 · черна пешка на бяло поле c8 · черен топ на черно поле f8 · черен цар на бяло поле g8 · черна дама на бяло поле f7 · черна пешка на черно поле g7 · бяла дама на бяло поле h7 · черна пешка на бяло поле c6 · черна пешка на бяло поле e6 · бял топ на черно поле h6 · черна пешка на бяло поле b5 · бяла пешка на черно поле c5 · черна пешка на бяло поле d5 · бяла пешка на черно поле e5 · бял топ на черно поле g5 · бяла пешка на черно поле b4 · бяла пешка на черно поле f4 · бял офицер на черно поле c3 · бяла пешка на черно поле e3 · бяла пешка на черно поле g3 · бяла пешка на бяло поле a2 · бял цар на бяло поле e2 | черен топ на бяло поле a8 · черна пешка на бяло поле c8 · черен топ на черно поле f8 · черен цар на бяло поле g8 · черна дама на бяло поле f7 · черна пешка на черно поле g7 · бяла дама на бяло поле h7 · черна пешка на бяло поле c6 · черна пешка на бяло поле e6 · бял топ на черно поле h6 · черна пешка на бяло поле b5 · бяла пешка на черно поле c5 · черна пешка на бяло поле d5 · бяла пешка на черно поле e5 · бял топ на черно поле g5 · бяла пешка на черно поле b4 · бяла пешка на черно поле f4 · бял офицер на черно поле c3 · бяла пешка на черно поле e3 · бяла пешка на черно поле g3 · бяла пешка на бяло поле a2 · бял цар на бяло поле e2 | черен топ на бяло поле a8 · черна пешка на бяло поле c8 · черен топ на черно поле f8 · черен цар на бяло поле g8 · черна дама на бяло поле f7 · черна пешка на черно поле g7 · бяла дама на бяло поле h7 · черна пешка на бяло поле c6 · черна пешка на бяло поле e6 · бял топ на черно поле h6 · черна пешка на бяло поле b5 · бяла пешка на черно поле c5 · черна пешка на бяло поле d5 · бяла пешка на черно поле e5 · бял топ на черно поле g5 · бяла пешка на черно поле b4 · бяла пешка на черно поле f4 · бял офицер на черно поле c3 · бяла пешка на черно поле e3 · бяла пешка на черно поле g3 · бяла пешка на бяло поле a2 · бял цар на бяло поле e2 | черен топ на бяло поле a8 · черна пешка на бяло поле c8 · черен топ на черно поле f8 · черен цар на бяло поле g8 · черна дама на бяло поле f7 · черна пешка на черно поле g7 · бяла дама на бяло поле h7 · черна пешка на бяло поле c6 · черна пешка на бяло поле e6 · бял топ на черно поле h6 · черна пешка на бяло поле b5 · бяла пешка на черно поле c5 · черна пешка на бяло поле d5 · бяла пешка на черно поле e5 · бял топ на черно поле g5 · бяла пешка на черно поле b4 · бяла пешка на черно поле f4 · бял офицер на черно поле c3 · бяла пешка на черно поле e3 · бяла пешка на черно поле g3 · бяла пешка на бяло поле a2 · бял цар на бяло поле e2 | черен топ на бяло поле a8 · черна пешка на бяло поле c8 · черен топ на черно поле f8 · черен цар на бяло поле g8 · черна дама на бяло поле f7 · черна пешка на черно поле g7 · бяла дама на бяло поле h7 · черна пешка на бяло поле c6 · черна пешка на бяло поле e6 · бял топ на черно поле h6 · черна пешка на бяло поле b5 · бяла пешка на черно поле c5 · черна пешка на бяло поле d5 · бяла пешка на черно поле e5 · бял топ на черно поле g5 · бяла пешка на черно поле b4 · бяла пешка на черно поле f4 · бял офицер на черно поле c3 · бяла пешка на черно поле e3 · бяла пешка на черно поле g3 · бяла пешка на бяло поле a2 · бял цар на бяло поле e2 | 5 |
| 4 | черен топ на бяло поле a8 · черна пешка на бяло поле c8 · черен топ на черно поле f8 · черен цар на бяло поле g8 · черна дама на бяло поле f7 · черна пешка на черно поле g7 · бяла дама на бяло поле h7 · черна пешка на бяло поле c6 · черна пешка на бяло поле e6 · бял топ на черно поле h6 · черна пешка на бяло поле b5 · бяла пешка на черно поле c5 · черна пешка на бяло поле d5 · бяла пешка на черно поле e5 · бял топ на черно поле g5 · бяла пешка на черно поле b4 · бяла пешка на черно поле f4 · бял офицер на черно поле c3 · бяла пешка на черно поле e3 · бяла пешка на черно поле g3 · бяла пешка на бяло поле a2 · бял цар на бяло поле e2 | черен топ на бяло поле a8 · черна пешка на бяло поле c8 · черен топ на черно поле f8 · черен цар на бяло поле g8 · черна дама на бяло поле f7 · черна пешка на черно поле g7 · бяла дама на бяло поле h7 · черна пешка на бяло поле c6 · черна пешка на бяло поле e6 · бял топ на черно поле h6 · черна пешка на бяло поле b5 · бяла пешка на черно поле c5 · черна пешка на бяло поле d5 · бяла пешка на черно поле e5 · бял топ на черно поле g5 · бяла пешка на черно поле b4 · бяла пешка на черно поле f4 · бял офицер на черно поле c3 · бяла пешка на черно поле e3 · бяла пешка на черно поле g3 · бяла пешка на бяло поле a2 · бял цар на бяло поле e2 | черен топ на бяло поле a8 · черна пешка на бяло поле c8 · черен топ на черно поле f8 · черен цар на бяло поле g8 · черна дама на бяло поле f7 · черна пешка на черно поле g7 · бяла дама на бяло поле h7 · черна пешка на бяло поле c6 · черна пешка на бяло поле e6 · бял топ на черно поле h6 · черна пешка на бяло поле b5 · бяла пешка на черно поле c5 · черна пешка на бяло поле d5 · бяла пешка на черно поле e5 · бял топ на черно поле g5 · бяла пешка на черно поле b4 · бяла пешка на черно поле f4 · бял офицер на черно поле c3 · бяла пешка на черно поле e3 · бяла пешка на черно поле g3 · бяла пешка на бяло поле a2 · бял цар на бяло поле e2 | черен топ на бяло поле a8 · черна пешка на бяло поле c8 · черен топ на черно поле f8 · черен цар на бяло поле g8 · черна дама на бяло поле f7 · черна пешка на черно поле g7 · бяла дама на бяло поле h7 · черна пешка на бяло поле c6 · черна пешка на бяло поле e6 · бял топ на черно поле h6 · черна пешка на бяло поле b5 · бяла пешка на черно поле c5 · черна пешка на бяло поле d5 · бяла пешка на черно поле e5 · бял топ на черно поле g5 · бяла пешка на черно поле b4 · бяла пешка на черно поле f4 · бял офицер на черно поле c3 · бяла пешка на черно поле e3 · бяла пешка на черно поле g3 · бяла пешка на бяло поле a2 · бял цар на бяло поле e2 | черен топ на бяло поле a8 · черна пешка на бяло поле c8 · черен топ на черно поле f8 · черен цар на бяло поле g8 · черна дама на бяло поле f7 · черна пешка на черно поле g7 · бяла дама на бяло поле h7 · черна пешка на бяло поле c6 · черна пешка на бяло поле e6 · бял топ на черно поле h6 · черна пешка на бяло поле b5 · бяла пешка на черно поле c5 · черна пешка на бяло поле d5 · бяла пешка на черно поле e5 · бял топ на черно поле g5 · бяла пешка на черно поле b4 · бяла пешка на черно поле f4 · бял офицер на черно поле c3 · бяла пешка на черно поле e3 · бяла пешка на черно поле g3 · бяла пешка на бяло поле a2 · бял цар на бяло поле e2 | черен топ на бяло поле a8 · черна пешка на бяло поле c8 · черен топ на черно поле f8 · черен цар на бяло поле g8 · черна дама на бяло поле f7 · черна пешка на черно поле g7 · бяла дама на бяло поле h7 · черна пешка на бяло поле c6 · черна пешка на бяло поле e6 · бял топ на черно поле h6 · черна пешка на бяло поле b5 · бяла пешка на черно поле c5 · черна пешка на бяло поле d5 · бяла пешка на черно поле e5 · бял топ на черно поле g5 · бяла пешка на черно поле b4 · бяла пешка на черно поле f4 · бял офицер на черно поле c3 · бяла пешка на черно поле e3 · бяла пешка на черно поле g3 · бяла пешка на бяло поле a2 · бял цар на бяло поле e2 | черен топ на бяло поле a8 · черна пешка на бяло поле c8 · черен топ на черно поле f8 · черен цар на бяло поле g8 · черна дама на бяло поле f7 · черна пешка на черно поле g7 · бяла дама на бяло поле h7 · черна пешка на бяло поле c6 · черна пешка на бяло поле e6 · бял топ на черно поле h6 · черна пешка на бяло поле b5 · бяла пешка на черно поле c5 · черна пешка на бяло поле d5 · бяла пешка на черно поле e5 · бял топ на черно поле g5 · бяла пешка на черно поле b4 · бяла пешка на черно поле f4 · бял офицер на черно поле c3 · бяла пешка на черно поле e3 · бяла пешка на черно поле g3 · бяла пешка на бяло поле a2 · бял цар на бяло поле e2 | черен топ на бяло поле a8 · черна пешка на бяло поле c8 · черен топ на черно поле f8 · черен цар на бяло поле g8 · черна дама на бяло поле f7 · черна пешка на черно поле g7 · бяла дама на бяло поле h7 · черна пешка на бяло поле c6 · черна пешка на бяло поле e6 · бял топ на черно поле h6 · черна пешка на бяло поле b5 · бяла пешка на черно поле c5 · черна пешка на бяло поле d5 · бяла пешка на черно поле e5 · бял топ на черно поле g5 · бяла пешка на черно поле b4 · бяла пешка на черно поле f4 · бял офицер на черно поле c3 · бяла пешка на черно поле e3 · бяла пешка на черно поле g3 · бяла пешка на бяло поле a2 · бял цар на бяло поле e2 | 4 |
| 3 | черен топ на бяло поле a8 · черна пешка на бяло поле c8 · черен топ на черно поле f8 · черен цар на бяло поле g8 · черна дама на бяло поле f7 · черна пешка на черно поле g7 · бяла дама на бяло поле h7 · черна пешка на бяло поле c6 · черна пешка на бяло поле e6 · бял топ на черно поле h6 · черна пешка на бяло поле b5 · бяла пешка на черно поле c5 · черна пешка на бяло поле d5 · бяла пешка на черно поле e5 · бял топ на черно поле g5 · бяла пешка на черно поле b4 · бяла пешка на черно поле f4 · бял офицер на черно поле c3 · бяла пешка на черно поле e3 · бяла пешка на черно поле g3 · бяла пешка на бяло поле a2 · бял цар на бяло поле e2 | черен топ на бяло поле a8 · черна пешка на бяло поле c8 · черен топ на черно поле f8 · черен цар на бяло поле g8 · черна дама на бяло поле f7 · черна пешка на черно поле g7 · бяла дама на бяло поле h7 · черна пешка на бяло поле c6 · черна пешка на бяло поле e6 · бял топ на черно поле h6 · черна пешка на бяло поле b5 · бяла пешка на черно поле c5 · черна пешка на бяло поле d5 · бяла пешка на черно поле e5 · бял топ на черно поле g5 · бяла пешка на черно поле b4 · бяла пешка на черно поле f4 · бял офицер на черно поле c3 · бяла пешка на черно поле e3 · бяла пешка на черно поле g3 · бяла пешка на бяло поле a2 · бял цар на бяло поле e2 | черен топ на бяло поле a8 · черна пешка на бяло поле c8 · черен топ на черно поле f8 · черен цар на бяло поле g8 · черна дама на бяло поле f7 · черна пешка на черно поле g7 · бяла дама на бяло поле h7 · черна пешка на бяло поле c6 · черна пешка на бяло поле e6 · бял топ на черно поле h6 · черна пешка на бяло поле b5 · бяла пешка на черно поле c5 · черна пешка на бяло поле d5 · бяла пешка на черно поле e5 · бял топ на черно поле g5 · бяла пешка на черно поле b4 · бяла пешка на черно поле f4 · бял офицер на черно поле c3 · бяла пешка на черно поле e3 · бяла пешка на черно поле g3 · бяла пешка на бяло поле a2 · бял цар на бяло поле e2 | черен топ на бяло поле a8 · черна пешка на бяло поле c8 · черен топ на черно поле f8 · черен цар на бяло поле g8 · черна дама на бяло поле f7 · черна пешка на черно поле g7 · бяла дама на бяло поле h7 · черна пешка на бяло поле c6 · черна пешка на бяло поле e6 · бял топ на черно поле h6 · черна пешка на бяло поле b5 · бяла пешка на черно поле c5 · черна пешка на бяло поле d5 · бяла пешка на черно поле e5 · бял топ на черно поле g5 · бяла пешка на черно поле b4 · бяла пешка на черно поле f4 · бял офицер на черно поле c3 · бяла пешка на черно поле e3 · бяла пешка на черно поле g3 · бяла пешка на бяло поле a2 · бял цар на бяло поле e2 | черен топ на бяло поле a8 · черна пешка на бяло поле c8 · черен топ на черно поле f8 · черен цар на бяло поле g8 · черна дама на бяло поле f7 · черна пешка на черно поле g7 · бяла дама на бяло поле h7 · черна пешка на бяло поле c6 · черна пешка на бяло поле e6 · бял топ на черно поле h6 · черна пешка на бяло поле b5 · бяла пешка на черно поле c5 · черна пешка на бяло поле d5 · бяла пешка на черно поле e5 · бял топ на черно поле g5 · бяла пешка на черно поле b4 · бяла пешка на черно поле f4 · бял офицер на черно поле c3 · бяла пешка на черно поле e3 · бяла пешка на черно поле g3 · бяла пешка на бяло поле a2 · бял цар на бяло поле e2 | черен топ на бяло поле a8 · черна пешка на бяло поле c8 · черен топ на черно поле f8 · черен цар на бяло поле g8 · черна дама на бяло поле f7 · черна пешка на черно поле g7 · бяла дама на бяло поле h7 · черна пешка на бяло поле c6 · черна пешка на бяло поле e6 · бял топ на черно поле h6 · черна пешка на бяло поле b5 · бяла пешка на черно поле c5 · черна пешка на бяло поле d5 · бяла пешка на черно поле e5 · бял топ на черно поле g5 · бяла пешка на черно поле b4 · бяла пешка на черно поле f4 · бял офицер на черно поле c3 · бяла пешка на черно поле e3 · бяла пешка на черно поле g3 · бяла пешка на бяло поле a2 · бял цар на бяло поле e2 | черен топ на бяло поле a8 · черна пешка на бяло поле c8 · черен топ на черно поле f8 · черен цар на бяло поле g8 · черна дама на бяло поле f7 · черна пешка на черно поле g7 · бяла дама на бяло поле h7 · черна пешка на бяло поле c6 · черна пешка на бяло поле e6 · бял топ на черно поле h6 · черна пешка на бяло поле b5 · бяла пешка на черно поле c5 · черна пешка на бяло поле d5 · бяла пешка на черно поле e5 · бял топ на черно поле g5 · бяла пешка на черно поле b4 · бяла пешка на черно поле f4 · бял офицер на черно поле c3 · бяла пешка на черно поле e3 · бяла пешка на черно поле g3 · бяла пешка на бяло поле a2 · бял цар на бяло поле e2 | черен топ на бяло поле a8 · черна пешка на бяло поле c8 · черен топ на черно поле f8 · черен цар на бяло поле g8 · черна дама на бяло поле f7 · черна пешка на черно поле g7 · бяла дама на бяло поле h7 · черна пешка на бяло поле c6 · черна пешка на бяло поле e6 · бял топ на черно поле h6 · черна пешка на бяло поле b5 · бяла пешка на черно поле c5 · черна пешка на бяло поле d5 · бяла пешка на черно поле e5 · бял топ на черно поле g5 · бяла пешка на черно поле b4 · бяла пешка на черно поле f4 · бял офицер на черно поле c3 · бяла пешка на черно поле e3 · бяла пешка на черно поле g3 · бяла пешка на бяло поле a2 · бял цар на бяло поле e2 | 3 |
| 2 | черен топ на бяло поле a8 · черна пешка на бяло поле c8 · черен топ на черно поле f8 · черен цар на бяло поле g8 · черна дама на бяло поле f7 · черна пешка на черно поле g7 · бяла дама на бяло поле h7 · черна пешка на бяло поле c6 · черна пешка на бяло поле e6 · бял топ на черно поле h6 · черна пешка на бяло поле b5 · бяла пешка на черно поле c5 · черна пешка на бяло поле d5 · бяла пешка на черно поле e5 · бял топ на черно поле g5 · бяла пешка на черно поле b4 · бяла пешка на черно поле f4 · бял офицер на черно поле c3 · бяла пешка на черно поле e3 · бяла пешка на черно поле g3 · бяла пешка на бяло поле a2 · бял цар на бяло поле e2 | черен топ на бяло поле a8 · черна пешка на бяло поле c8 · черен топ на черно поле f8 · черен цар на бяло поле g8 · черна дама на бяло поле f7 · черна пешка на черно поле g7 · бяла дама на бяло поле h7 · черна пешка на бяло поле c6 · черна пешка на бяло поле e6 · бял топ на черно поле h6 · черна пешка на бяло поле b5 · бяла пешка на черно поле c5 · черна пешка на бяло поле d5 · бяла пешка на черно поле e5 · бял топ на черно поле g5 · бяла пешка на черно поле b4 · бяла пешка на черно поле f4 · бял офицер на черно поле c3 · бяла пешка на черно поле e3 · бяла пешка на черно поле g3 · бяла пешка на бяло поле a2 · бял цар на бяло поле e2 | черен топ на бяло поле a8 · черна пешка на бяло поле c8 · черен топ на черно поле f8 · черен цар на бяло поле g8 · черна дама на бяло поле f7 · черна пешка на черно поле g7 · бяла дама на бяло поле h7 · черна пешка на бяло поле c6 · черна пешка на бяло поле e6 · бял топ на черно поле h6 · черна пешка на бяло поле b5 · бяла пешка на черно поле c5 · черна пешка на бяло поле d5 · бяла пешка на черно поле e5 · бял топ на черно поле g5 · бяла пешка на черно поле b4 · бяла пешка на черно поле f4 · бял офицер на черно поле c3 · бяла пешка на черно поле e3 · бяла пешка на черно поле g3 · бяла пешка на бяло поле a2 · бял цар на бяло поле e2 | черен топ на бяло поле a8 · черна пешка на бяло поле c8 · черен топ на черно поле f8 · черен цар на бяло поле g8 · черна дама на бяло поле f7 · черна пешка на черно поле g7 · бяла дама на бяло поле h7 · черна пешка на бяло поле c6 · черна пешка на бяло поле e6 · бял топ на черно поле h6 · черна пешка на бяло поле b5 · бяла пешка на черно поле c5 · черна пешка на бяло поле d5 · бяла пешка на черно поле e5 · бял топ на черно поле g5 · бяла пешка на черно поле b4 · бяла пешка на черно поле f4 · бял офицер на черно поле c3 · бяла пешка на черно поле e3 · бяла пешка на черно поле g3 · бяла пешка на бяло поле a2 · бял цар на бяло поле e2 | черен топ на бяло поле a8 · черна пешка на бяло поле c8 · черен топ на черно поле f8 · черен цар на бяло поле g8 · черна дама на бяло поле f7 · черна пешка на черно поле g7 · бяла дама на бяло поле h7 · черна пешка на бяло поле c6 · черна пешка на бяло поле e6 · бял топ на черно поле h6 · черна пешка на бяло поле b5 · бяла пешка на черно поле c5 · черна пешка на бяло поле d5 · бяла пешка на черно поле e5 · бял топ на черно поле g5 · бяла пешка на черно поле b4 · бяла пешка на черно поле f4 · бял офицер на черно поле c3 · бяла пешка на черно поле e3 · бяла пешка на черно поле g3 · бяла пешка на бяло поле a2 · бял цар на бяло поле e2 | черен топ на бяло поле a8 · черна пешка на бяло поле c8 · черен топ на черно поле f8 · черен цар на бяло поле g8 · черна дама на бяло поле f7 · черна пешка на черно поле g7 · бяла дама на бяло поле h7 · черна пешка на бяло поле c6 · черна пешка на бяло поле e6 · бял топ на черно поле h6 · черна пешка на бяло поле b5 · бяла пешка на черно поле c5 · черна пешка на бяло поле d5 · бяла пешка на черно поле e5 · бял топ на черно поле g5 · бяла пешка на черно поле b4 · бяла пешка на черно поле f4 · бял офицер на черно поле c3 · бяла пешка на черно поле e3 · бяла пешка на черно поле g3 · бяла пешка на бяло поле a2 · бял цар на бяло поле e2 | черен топ на бяло поле a8 · черна пешка на бяло поле c8 · черен топ на черно поле f8 · черен цар на бяло поле g8 · черна дама на бяло поле f7 · черна пешка на черно поле g7 · бяла дама на бяло поле h7 · черна пешка на бяло поле c6 · черна пешка на бяло поле e6 · бял топ на черно поле h6 · черна пешка на бяло поле b5 · бяла пешка на черно поле c5 · черна пешка на бяло поле d5 · бяла пешка на черно поле e5 · бял топ на черно поле g5 · бяла пешка на черно поле b4 · бяла пешка на черно поле f4 · бял офицер на черно поле c3 · бяла пешка на черно поле e3 · бяла пешка на черно поле g3 · бяла пешка на бяло поле a2 · бял цар на бяло поле e2 | черен топ на бяло поле a8 · черна пешка на бяло поле c8 · черен топ на черно поле f8 · черен цар на бяло поле g8 · черна дама на бяло поле f7 · черна пешка на черно поле g7 · бяла дама на бяло поле h7 · черна пешка на бяло поле c6 · черна пешка на бяло поле e6 · бял топ на черно поле h6 · черна пешка на бяло поле b5 · бяла пешка на черно поле c5 · черна пешка на бяло поле d5 · бяла пешка на черно поле e5 · бял топ на черно поле g5 · бяла пешка на черно поле b4 · бяла пешка на черно поле f4 · бял офицер на черно поле c3 · бяла пешка на черно поле e3 · бяла пешка на черно поле g3 · бяла пешка на бяло поле a2 · бял цар на бяло поле e2 | 2 |
| 1 | черен топ на бяло поле a8 · черна пешка на бяло поле c8 · черен топ на черно поле f8 · черен цар на бяло поле g8 · черна дама на бяло поле f7 · черна пешка на черно поле g7 · бяла дама на бяло поле h7 · черна пешка на бяло поле c6 · черна пешка на бяло поле e6 · бял топ на черно поле h6 · черна пешка на бяло поле b5 · бяла пешка на черно поле c5 · черна пешка на бяло поле d5 · бяла пешка на черно поле e5 · бял топ на черно поле g5 · бяла пешка на черно поле b4 · бяла пешка на черно поле f4 · бял офицер на черно поле c3 · бяла пешка на черно поле e3 · бяла пешка на черно поле g3 · бяла пешка на бяло поле a2 · бял цар на бяло поле e2 | черен топ на бяло поле a8 · черна пешка на бяло поле c8 · черен топ на черно поле f8 · черен цар на бяло поле g8 · черна дама на бяло поле f7 · черна пешка на черно поле g7 · бяла дама на бяло поле h7 · черна пешка на бяло поле c6 · черна пешка на бяло поле e6 · бял топ на черно поле h6 · черна пешка на бяло поле b5 · бяла пешка на черно поле c5 · черна пешка на бяло поле d5 · бяла пешка на черно поле e5 · бял топ на черно поле g5 · бяла пешка на черно поле b4 · бяла пешка на черно поле f4 · бял офицер на черно поле c3 · бяла пешка на черно поле e3 · бяла пешка на черно поле g3 · бяла пешка на бяло поле a2 · бял цар на бяло поле e2 | черен топ на бяло поле a8 · черна пешка на бяло поле c8 · черен топ на черно поле f8 · черен цар на бяло поле g8 · черна дама на бяло поле f7 · черна пешка на черно поле g7 · бяла дама на бяло поле h7 · черна пешка на бяло поле c6 · черна пешка на бяло поле e6 · бял топ на черно поле h6 · черна пешка на бяло поле b5 · бяла пешка на черно поле c5 · черна пешка на бяло поле d5 · бяла пешка на черно поле e5 · бял топ на черно поле g5 · бяла пешка на черно поле b4 · бяла пешка на черно поле f4 · бял офицер на черно поле c3 · бяла пешка на черно поле e3 · бяла пешка на черно поле g3 · бяла пешка на бяло поле a2 · бял цар на бяло поле e2 | черен топ на бяло поле a8 · черна пешка на бяло поле c8 · черен топ на черно поле f8 · черен цар на бяло поле g8 · черна дама на бяло поле f7 · черна пешка на черно поле g7 · бяла дама на бяло поле h7 · черна пешка на бяло поле c6 · черна пешка на бяло поле e6 · бял топ на черно поле h6 · черна пешка на бяло поле b5 · бяла пешка на черно поле c5 · черна пешка на бяло поле d5 · бяла пешка на черно поле e5 · бял топ на черно поле g5 · бяла пешка на черно поле b4 · бяла пешка на черно поле f4 · бял офицер на черно поле c3 · бяла пешка на черно поле e3 · бяла пешка на черно поле g3 · бяла пешка на бяло поле a2 · бял цар на бяло поле e2 | черен топ на бяло поле a8 · черна пешка на бяло поле c8 · черен топ на черно поле f8 · черен цар на бяло поле g8 · черна дама на бяло поле f7 · черна пешка на черно поле g7 · бяла дама на бяло поле h7 · черна пешка на бяло поле c6 · черна пешка на бяло поле e6 · бял топ на черно поле h6 · черна пешка на бяло поле b5 · бяла пешка на черно поле c5 · черна пешка на бяло поле d5 · бяла пешка на черно поле e5 · бял топ на черно поле g5 · бяла пешка на черно поле b4 · бяла пешка на черно поле f4 · бял офицер на черно поле c3 · бяла пешка на черно поле e3 · бяла пешка на черно поле g3 · бяла пешка на бяло поле a2 · бял цар на бяло поле e2 | черен топ на бяло поле a8 · черна пешка на бяло поле c8 · черен топ на черно поле f8 · черен цар на бяло поле g8 · черна дама на бяло поле f7 · черна пешка на черно поле g7 · бяла дама на бяло поле h7 · черна пешка на бяло поле c6 · черна пешка на бяло поле e6 · бял топ на черно поле h6 · черна пешка на бяло поле b5 · бяла пешка на черно поле c5 · черна пешка на бяло поле d5 · бяла пешка на черно поле e5 · бял топ на черно поле g5 · бяла пешка на черно поле b4 · бяла пешка на черно поле f4 · бял офицер на черно поле c3 · бяла пешка на черно поле e3 · бяла пешка на черно поле g3 · бяла пешка на бяло поле a2 · бял цар на бяло поле e2 | черен топ на бяло поле a8 · черна пешка на бяло поле c8 · черен топ на черно поле f8 · черен цар на бяло поле g8 · черна дама на бяло поле f7 · черна пешка на черно поле g7 · бяла дама на бяло поле h7 · черна пешка на бяло поле c6 · черна пешка на бяло поле e6 · бял топ на черно поле h6 · черна пешка на бяло поле b5 · бяла пешка на черно поле c5 · черна пешка на бяло поле d5 · бяла пешка на черно поле e5 · бял топ на черно поле g5 · бяла пешка на черно поле b4 · бяла пешка на черно поле f4 · бял офицер на черно поле c3 · бяла пешка на черно поле e3 · бяла пешка на черно поле g3 · бяла пешка на бяло поле a2 · бял цар на бяло поле e2 | черен топ на бяло поле a8 · черна пешка на бяло поле c8 · черен топ на черно поле f8 · черен цар на бяло поле g8 · черна дама на бяло поле f7 · черна пешка на черно поле g7 · бяла дама на бяло поле h7 · черна пешка на бяло поле c6 · черна пешка на бяло поле e6 · бял топ на черно поле h6 · черна пешка на бяло поле b5 · бяла пешка на черно поле c5 · черна пешка на бяло поле d5 · бяла пешка на черно поле e5 · бял топ на черно поле g5 · бяла пешка на черно поле b4 · бяла пешка на черно поле f4 · бял офицер на черно поле c3 · бяла пешка на черно поле e3 · бяла пешка на черно поле g3 · бяла пешка на бяло поле a2 · бял цар на бяло поле e2 | 1 |
|   | a | b | c | d | e | f | g | h |   |